# 光速蒙面俠21
《光速蒙面俠21》（日語：アイシールド21）是一部以美式足球為題材的體育漫畫作品。本作由稻垣理一郎擔當原作，村田雄介負責作畫，於《週刊少年Jump》連載。單行本共37集，於2009年完結。
2005年4月6日至2008年3月19日，東京電視台推出同名電視動畫，於2006年7月8日起在台視播放，2006年10月24日起在香港翡翠台播放。動畫版香港有發售過VCD及DVD，為無綫電視粵語配音版本，並設有日語及中文字幕選擇。

## 劇情簡介
瘦弱的高校一年級學生—小早川瀨那，因時常跑腿而有驚人的速度，因此被「泥門惡魔蝙蝠隊」隊長蛭魔強迫拉攏入隊，充當著神秘的「光速蒙面俠21」。小早川瀨那加入泥門高校的美式足球社後，目標是與泥門惡魔蝙蝠隊的隊友們一起打入「聖誕節大賽」，之後則是與日本各地明星球員組成日本代表隊一起邁向「美式足球青年世界盃大賽」，打倒美式足球的起源國——美利堅合眾國。

## 角色介紹

### 泥門惡魔蝙蝠隊（Deimon Devil Bats）
泥門惡魔蝙蝠隊是私立泥門高等學校的美式足球隊，起初只有蛭魔、栗田和武藏三人，後來因為武藏的離開，而減為兩人，但自從小早川瀨那加入後，球員數目不斷增加。
雖然如此，球隊較其他隊伍的整體人數比起來還是少得多，攻守轉換時沒有換人的空間，球員體能消耗極大。但在秋季大賽時憑著在蛭魔的計謀及瀨那等人的表現下，球隊由半年前春季大賽的魚腩部隊一躍成為秋季大賽甚至關東大會的爭標份子。
接連奪下秋季東京大賽季軍、關東大賽冠軍、全國大賽冠軍，並打倒了關東的王者神龍寺NAGA隊與關西的王者帝黑亞歷山大隊等頂級球隊，奪得了聖誕節大賽冠軍。泥門隊的攻擊力被評為當今日本高中美式足球界第一。也成為第一支打敗帝黑亞歷山大隊的隊伍。

#### 正規球員
小早川瀨那（Kobayakawa Sena，1年級）
- 聲優〔日本：入野自由、菊池心（幼年）；香港：黃榮璋；台灣：賀宇傑〕

本作的男主角。個子矮小，是隊內的「矮冬瓜三人組」之一，加上性格懦弱常受人欺負。因為具有極快的腳程與反覆橫向跳躍能力，而被蛭魔強拉入美式足球社團，結束了泥門魔蝙蝠隊只有兩名成員的歷史。從春季大賽開始受到眾選手與媒體的矚目，雖非出自本意，逐漸在隊中發揮起王牌選手的作用。勁敵與尊敬的對象是王城白騎士隊的進清十郎。日本代表隊球員之一，也是日本代表隊最快的四天王之一。
憑藉驚人的衝刺爆發力和靈活敏銳的變速突破敵陣得分，即使被攻防線隊員堵死，亦能使用有如人肉炮彈般的「惡魔蝙蝠俯衝」衝破防守，但瀨那的肌肉力量弱，很難與對方正面衝突。其跑步的授業師傅為甲斐谷陸。防守時擔任安全衛最後方的游衛。
經過長期的訓練和實戰，開始真正地熱愛美式足球，為使全隊挑戰全國大賽而積極地磨練自己。在死亡行軍中練成「惡魔蝙蝠鬼影」覺得自己實力不足時會私底下自我練習，因為敏銳的觀察力，能在比賽中迅速成長及進步。故儘管在秋季東京大賽及關東大賽中不斷遇上強敵，仍然能夠過關斬將、加上隊友的共同努力下，令泥門從秋季東京大賽準決賽對西部落敗後，一直沒有戰敗過。軟弱的個性亦有所改變。
起衫是球隊經理，比賽時戴上護目鏡，以「光速蒙面俠21」的身份上場。在秋季賽上得知了真正的「光速蒙面俠21」的存在後，決定超越對方、證明自己作為美式足球選手的實力，於秋季東京大賽季軍賽對盤戶蜘蛛隊之戰前摘下護目鏡，以「小早川瀨那」的身份出賽。
於聖誕節大賽中以全方位的惡魔蝙蝠鬼影超越大和猛，被承認是真正的「光速蒙面俠21」。升上二年級時，接替蛭魔成為泥門惡魔蝙蝠隊隊長；在三年級時更獲格列佛邀請到美國聖母大學附中留學。高中畢業後升讀炎馬大學。
「Best Eleven」之一，關東大賽MVP得主。
故事最後表明想與崇拜的目標(蛭魔)一決勝負。
蛭魔妖一（Hiruma Yoichi，2年級）
- 聲優（日本：田村淳；香港：蘇強文；台灣：林協忠）

泥門魔蝙蝠隊的軍師及隊長，創立者之一。進攻時擔任四分衛，防守因需善用他卓越的觀察力，故擔任安全衛的強衛。被稱為球場上的「惡魔石像」，品行低劣，行事不擇手段，在校中令人畏懼。會使用槍械射擊對付練習時犯錯的人，有時會挑釁其他美式足球社，是個完全無法控制其品行的學生。話需如此，其實非常照顧隊員，也會用踢人屁股的方式表示自己對隊員的認同。日本代表隊球員之一。
擁有一本「威脅手冊－史無筆記」，記錄著眾人的弱點和醜事，連校長也是其威脅對象。精通電腦技術。在比賽的時候，其臨場分析和統籌能力常使全隊在比賽反敗為勝。堅信「惡魔是不會仰賴神的」，高見曾經稱蛭魔為「泥門隊的地下主將」。
其瞬間記憶能力很高，只看一眼就能把手語標籤全部記下來，更曾在賭場以此記住所有的撲克牌，輕鬆贏得兩千萬。智商極高，不管什麼情況都能保持冷靜。擅長英語，曾與NASA外星人隊的教練阿波羅用英語髒話吵架。原因是小時候多次出入美軍駐日基地與當地美軍玩撲克牌。傳球能力出色，在泥門的攻防線脆弱的時候，仍能憑藉反應以及敏捷的動作來避開擒殺並作出漂亮的傳球，不過踢球能力卻十分不濟，成功率最高35%。
他並沒有天賦的過人體能和技巧，只靠著不斷鍛煉身體和使用詭詐的心理戰來戰勝各種敵人。髮型、耳環也是為了打心理戰用的，因為他相信只要令對手的印象越深刻，受到的影響和打擊就越大。其口頭禪為「YA HA!!」。和武藏都是喝黑咖啡。幾乎不直接以名字稱呼別人，而是以自己亂取的綽號，前面再加上一個「臭～（或譯死～）」字稱呼別人，同時也從來不會用手來開門，一定是用腳踢門。不知何故與家人關係不太好，父親名叫蛭魔幽也。曾在和白秋恐龍隊對戰時右手骨折離場。高中畢業後升讀最京大學。
栗田良寬（Kurita Ryokan，2年級）
- 聲優（日本：永野廣一；香港：陳卓智；台灣：陳旭昇）

泥門惡魔蝙蝠隊體型最大的成員，並且是球隊的創立者之一。進攻時擔任中鋒，防守時擔任防守絆鋒，經常阻擋三至四個隊員的進攻。與蛭魔一起度過了泥門高校美式足球社只有兩名成員的時代，食量驚人。日本代表隊球員之一。
與蛭魔相反，性格寬厚平靜，十分崇拜柱谷隊的鬼兵及太陽隊的番場。他臥舉記錄是東京地區第一。速度極低，但力量對抗上無人能敵。家裡是寺院。蛭魔、栗田與武藏原本要成為神龍寺的學生（栗田以體育優等推薦入學，蛭魔、武藏則考入學），但因為被金剛阿含取代，所以後來其他兩人和他一起進泥門高中。聽得懂小結的威力十足語。高中畢業後升讀炎馬大學。「Best Eleven」之一，關東大賽最佳攻防線獎得主。
實際上比蛭魔和武藏更早喜歡上美式足球，亦是二人後來加入的最大主因。雖然如此，心理質素比不上其餘兩位。在對白秋恐龍前曾受番場之訓練來磨練心志，但卻在蛭魔受傷後崩潰，最後成功挽回頹勢。有一弟子小結大吉。
雷門太郎（Raimon Tarou，1年級）
- 聲優（日本：山口勝平；香港：區瑞華→張裕東；台灣：李景唐）

原屬棒球社，是隊中的接球高手。雖然任何球都能接住，但缺乏除此以外的棒球能力，投球毫無準度，被棒球社編入毫不重要的三軍。之後受瀨那的邀請和蛭魔的設計，作為泥門惡魔蝙蝠隊的接球員，加入美式足球社。日本代表隊球員之一。
關東高校接球員四強之一，立志要成為全世界最強接球員。暗戀真守。因為瀨那把他的名字讀成「雷 門太郎」，經過一番誤會，最後被稱為「門太」。開始時很討厭，但被蛭魔灌輸「名字取自Joe Montana」的概念，現在連本人也喜歡這個名字。
取勝的意志不下於任何人。動作經常似隻猴子，也經常隨身攜帶喜歡吃的香蕉，但討厭被人笑為猴子。其口頭禪為：「 Max！！」。甚至連進攻時都會邊大喊戰術邊大喊Max。
隊內的「矮冬瓜三人組」之一，能單手接住美式足球。高中畢業後升讀炎馬大學。關東大賽最佳防守後衛獎得主。
武藏嚴（Takekura Gen，2年級）
- 聲優（日本：小山力也、米本千冬（幼年）；香港：林保全、潘文柏（代配）；台灣：李景唐）

簡稱為「Musashi」（名字來自宮本武藏）。一年級時與蛭魔和栗田組成美式足球社，是球隊的創立者之一，天生有著能稱霸高中界的超強腿力，因此擔任踢球員，防守時則擔任線衛。後因父親住院選擇退學，繼承家業，練成一副強而有力的身軀。泥門的美式足球社改建、修理時也是由他負責。不過，蛭魔強行替他申請休學，保存著他的踢球板和位置，並在每場比賽的出場名單上加上他的名字，為他隨時回來比賽而作準備。日本代表隊球員之一。
在盤戶一戰時終於重回球隊。在很多時候擔任鼓勵隊員的角色。有一副成熟的面孔，但討厭別人稱呼他「大叔」。
白秋戰中蛭魔被打傷退場的時候，首次參與了進攻擔任跑衛，作石丸的阻擋員。
被蛭魔誇稱為「60碼大口徑手槍」，雖然威力十足卻有欠精準，曾在盤戶戰中於逆風的情況下踢入距離球門五十碼的踢球。後來在對帝黑一戰的最後關頭成功打破日本紀錄，踢入六十碼的踢球，把誇大的稱號成為事實。高中畢業後繼承家業，組成武藏工巴比倫隊。
十文字一輝（Jumonji Kazuki，1年級）
- 聲優（日本：星野貴紀；香港：馮錦堂；台灣：李景唐）

高校入學時使喚瀨那的什麼什麼三兄弟的老大，技術型選手，是泥門五名線鋒之中唯一曾達陣的人。在隊中算是少有較有頭腦，不會被蛭魔輕易糊弄到的人（另一人為武藏）。日本代表隊後補選手。
進攻時擔任線鋒最外側的截鋒，曾在對戰白秋時代替栗田擔任一次中鋒，防守時擔任防守線外側的截鋒。擅長使用阻擋術「不良少年殺法」。
表面看來是個小混混，但自尊心很強、講義氣、維護夥伴，僅管嘴上不說，其實心裡很重視和黑木、戶叶的交情。
起初因為欺負瀨那而被蛭魔以裸照威脅而加入美式足球社，但參加比賽後自願留了下來；從美式足球中體會到了真正的樂趣，開始認真地投入到訓練中，是三人組中意志力最強的一個；和小結不和，但當對方為了自己的身高而自卑時則十分氣憤，試著鼓勵他。
父親名叫十文字襟人，兩人的關係不好。
高中畢業後升讀最京大學。
黑木浩二（Kuroki Koji，1年級）
- 聲優（日本：岩崎征實；香港：黎景全→張錦江；台灣：黃乾師）

使喚瀨那的什麼什麼三兄弟之一，三人中的速度型選手。日本代表隊後補選手。進攻時擔任中鋒旁的哨鋒，而因他的速度在三兄弟之中最佳，故防守時擔任線衛，是泥門主力防守者。
原本吊兒啷噹、時刻尋找逃跑的機會，後來受到十文字和其他隊員的影響，開始認真地以全國大賽為目標努力訓練。
為專業的「遊戲達人」。
高中畢業後加入了武藏工巴比倫隊。
戶叶庄三（Tokano Shozo，1年級）
- 聲優（日本：前田剛；香港：陳廷軒；台灣：陳旭昇）

使喚瀨那的什麼什麼三兄弟之一，三人中的力量型選手。進攻時擔任外側的截鋒，防守時擔任防守截鋒。曾在白秋戰時以Stunt戰術與峨王力哉正面交鋒。日本代表隊後補選手。
非常喜歡看漫畫，將來的願望是成為漫畫家、畫不良少年漫畫。三兄弟之中唯一不穿著校服的人。
高中畢業後加入了武藏工巴比倫隊。
小結大吉（Komusubi Daikichi，1年級）
- 聲優（日本：榊英訓；香港：林丹鳳；台灣：賀宇傑）

以栗田為目標，並稱其為師父，是栗田最渴望的夥伴。因崇拜栗田而加入美式足球社。也是隊內「矮冬瓜三人組」的其中一人。日本代表隊候補選手。
巨深戰前被水町健吾取笑而意志消沉，後來在比賽中與水町互有勝負，贏得對方的尊重。白秋戰時，栗田因蛭魔被打傷而崩潰的時候，小結拚命與峨王力哉交鋒以致遍體鱗傷。在蛭魔回到場上後亦曾以Stunt戰術與峨王力哉正面交鋒。
曾經因為矮小的身材十分自卑，經過隊友的鼓勵學會了活用自己身型的攻防技術，常常被敵人輕視，在比賽時常能發揮出令人意想不到的力量。追求男子氣概、是個強有力的熱血少年，經常都保持幹勁十足的樣子。表面上和什麼什麼三兄弟不和，而且經常鄙視他們，但事實上會互相關心。只說「威力十足語」，這種語言雖然世界通用，但不是「威力十足的男人」就無法聽懂。高校畢業後加入武藏工巴比倫隊。
雪光學（Yukimitsu Manabu，2年級）
- 聲優（日本：堀田勝；香港：李致林、梁偉德（代配）；台灣：黃乾師）

到高校為止都是放學後馬上前往補習的他可以說是與體育無緣的人，到了高校二年級看到了泥門與賊學一戰因而崇拜起光速蒙面俠21，因而下定決心加入美式足球隊，但是一直不敢告訴他嚴格的媽媽。他在美式足球社選秀測驗的時候，原本是不及格的，但是蛭魔看上了他的耐力，就放粒冰讓他加入。
他在泥門魔蝙蝠隊中是首屈一指的努力家，入社後因為基本體能不佳，一直都只被列為候補球員。但他非常聰明，懂得很多常識及戰術運用，能理解並向其他隊友解釋戰術，也擅長暗記作戰手冊。在關東大會初戰中，對抗神龍寺的下半場的時候出場比賽成為奇兵，並達陣成功。亦曾在必輸的情況下，故意推前對手讓之達陣來為己隊爭取時間。
他也活躍於接球員的角色，擔任接球員時他多以判斷即時狀況，跑至接應蛭魔最佳傳球的位置接球。一般情況下不會在防守時上場，但曾在王城戰最後一刻將進清十郎推入得分區，促成最後的反勝。日本代表隊後補選手
高中畢業後升讀集英醫科大學。
瀧夏彥（Taki Natsuhiko，1年級）
- 聲優（日本：落合弘治；香港：黃啟昌；台灣：李景唐）

瀨那在美國進行死亡行軍訓練時迷路遇到的人，打扮和作風都非常美國化。從小夢想做職業美式足球員，身體質素良好、是可攻可守的球員。身體特別柔軟、頭腦愚蠢、性格脫線，學習完全不行，笨蛋程度跟王城隊的大田原不相上下，只有說到美式足球的問題時思路異常清晰；經過大家突擊輔導勉強通過了泥門高校的插班生入學考試，加入了泥門惡魔蝙蝠隊。
擔任邊鋒的瀧速度不低、會接球、會阻擋、會防守，但各種技能都不在頂尖水平。與黑木一同擔任線衛主力，但泥門的防守力一直都沒有明顯提升。
曾自命「天才」，在對盤戶時意識到自己並非高人一等，開始踏實地比賽，利用自己的身體優勢協助進攻。自我表現慾超強，總想做出華麗的表演，但通常都會弄巧成拙；雖然表面輕浮，實際卻是個努力家。其口頭禪是：「Ah－ha－ha」。最害怕的東西是妹妹鈴音的滾軸直排輪攻擊。高中畢業後到美國，加入當地美式足球隊，一邊擔任路人之類的臨時演員，一邊在好萊塢過著流浪的生活。日本代表隊後補選手

#### 外援球員
石丸哲生（Ishimaru Tetsuo，2年級）
- 聲優（日本：加藤啟；香港：雷霆→劉昭文；台灣：陳幼文→李景唐）

田徑社的社長。在瀨那遊說下，為了在運動社團尋找有潛力的新生入社而幫助美式足球社。
擔任瀬那身前的全衛，主要負責開路阻擋，偶爾也會持球推進。跑得比蛭魔快，但蛭魔觀察力強，需留在後方任安全衛，故石丸與黑木及瀧一同擔任線衛。關東大賽起，武藏參與防守組任線衛，石丸便轉往擔任角衛，取代山岡或佐竹。
存在感很薄弱，可以說是「隱形人」，常常無人發覺他在隊中，但這點在比賽時是他的優勢。為人是一個「好好先生」。口頭禪是：「沒關係啦」
儘管只是外援球員，但因為好好先生的個性而被蛭魔當正式球員使用，甚至在有自己的專屬更衣室。漸漸地將高中的青春都花在美式足球社中，不過本人表示無所謂。
佐竹洋平（Satake Yōhei，1年級）
- 聲優（日本：河野清人；香港：劉昭文；台灣：黃乾師）

籃球部的成員，因被蛭魔威脅，偶爾來幫助美式足球社。直至關東決賽仍與山岡輪流為泥門正選出賽。
擔任接球員、角衛（武藏參與防守組後，佐竹不再參與）。
山岡健太（Yamaoka Kenta，1年級）
- 聲優（日本：下崎紘史；香港：黃啟昌；台灣：林協忠）

籃球部的成員，因被蛭魔威脅，偶爾來幫助美式足球社。直至關東決賽仍與佐竹輪流為泥門正選出賽。
擔任接球員、角衛（武藏參與防守組後，山岡不再參與）。
重佐武太（Omosadake Futoshi，1年級）
- 聲優（日本：DJ TARO；香港：潘文柏；台灣：黃乾師）

相撲部的成員，最喜愛的食物為芒果布丁，一聽到芒果布丁就會有5秒時間專注力和速度大增。偶爾也有點用處，曾在激烈的盤戶、王城戰中出賽。

#### 隊伍相關人員
姊崎真守（Anezaki Mamori，2年級）
聲優（日本：平野綾；香港：林元春；台灣：林凱羚）
瀨那的青梅竹馬。擁有四分之一的美國血統，從幼稚園至高校，每當瀨那被欺負時，她便經常出來保護瀨那。因為正義感很強，在泥門高校時為風紀委員，熱心掃除歪風和整頓風紀。在校內頗受男學生歡迎。為了避免瀨那被欺負，從而擔任球隊管理人的職責保護賴那，蛭魔則以其作為勞動力。
在瀨那自己公開前完全沒發現瀨那是光速蒙面俠21，也是全隊除外援之外最後才知道的人。本身是優等生，功課考試也很拿手，記憶力佳，一晚便把美式足球的規則全部背了下來，然而卻沒有繪畫的天分。最愛吃雁屋的泡芙。不時能夠察覺敵人漏洞，在比賽場上經常以她自製的手語和蛭魔溝通或給予提示。最害怕的東西是蟑螂。與蛭魔的關係非常微妙。
高中畢業後升讀最京大學。
瀧鈴音（Taki Suzuna，1年級）
聲優（日本：中川翔子；香港：何璐怡；台灣：林凱羚）
都立透系高校1年級生。是泥門魔蝙蝠隊的啦啦隊隊長。暗戀瀨那。瀧夏彥的妹妹。對任何事都不擔心。以極佳人緣招來不少女隊員，不過身材完全比不上她們。愛玩直排輪。極討厭別人叫她的姓。有給其他人取綽號的習慣，甚至將蛭魔稱為「妖一哥」，經常擅自拿他的槍械，還會扮蛭魔來說話。曾把金剛阿含稱為「小含仔」。非常喜愛她的哥哥，比哥哥聰明很多。
高中畢業後升讀炎馬大學。
酒寄溝六（Sakaki Doburoku，教練）　
聲優（日本：赤星昇一郎（あかぼししょういちろう）；香港：陳永信；台灣：賀宇傑）
惡魔蝙蝠隊的教練，好酒好色的邋遢老頭，中學時是蛭魔、栗田和武藏的美式足球老師。因為玩賽馬欠下了兩千萬日元而跑到美國躲債，為了遇到辣妹在海灘上教人玩沙灘美式足球，與正在美國集訓的泥門隊巧遇，在蛭魔的要求下對球員進行了「死亡行軍」訓練，從而使全隊的體力和耐力在短時間內大幅度提高。
大學時是美式足球選手，與庄司軍平合稱為美式足球界的「兩把刀」，因為在「死亡行軍」中受傷斷送了職業選手生涯。具有優秀的攻防線選手技術，平時是個八卦脫線的小老頭，嗜酒如命，上衣三年才洗一次。因為蛭魔在拉斯維加斯賭博為其還清了債務，得以回日本繼續擔任教練。但也因此可能一生都要受蛭魔壓榨，過著比被地下錢莊討債更辛苦的生活。
塞柏拉斯（Cerberus/Kerberos，狗）
聲優（日本：岩崎征實；香港：林丹鳳；台灣：林協忠）
地上最強、最兇暴的狗，食量很大。塞柏拉斯是取自地獄三頭犬的名字。牠是跟蛭魔「互相利用」的關係，因為牠認為容易從蛭魔取得食物，因此幫蛭魔咬人。聽得懂小結的威力十足語。
豬柏拉斯（豬）
聲優（日本：中川翔子；香港：何璐怡；台灣：林凱羚）
溝六狂找小結時找回來的小豬，被塞柏拉斯視為儲備糧食。之後說服塞柏拉斯說把他養大後再吃也不遲。在結局塞柏拉斯跟蛭魔離開後，感到些許寂寞。

### 王城白色騎士隊（Ojo White Knights）
以「堅固的王城」般的防守著稱的強隊，王城大學附屬高等學校的球隊，關東地區賽冠軍的有力競爭者。
「黃金世代」的球員綜合能力比神龍寺還要強，但卻不敵金剛兄弟而落敗，「黃金世代」畢業後，隊伍狀態一度陷入低迷，更以大比數敗給神龍寺，但現在由於新生代選手的活躍表現重振士氣，實力比「黃金世代」更強；綜合實力穩定、具有在任何狀況下都不會動搖的戰鬥模式，強而有力的防守組致使很少有球隊能從這支強隊手中得分。是歷屆東京大賽冠軍。

#### 主要球員
進清十郎（しん せいじゅろう，2年級）
聲優（日本：鄉本直也；香港：梁偉德；台灣：陳旭昇）
是王城隊的王牌選手、主要擔任線衛。升上三年級時接替大田原成為王城隊隊長。「Best Eleven」之一。日本代表隊之一，同時也是日本代表隊最快的四天王之一。
入讀附屬中學時，因為偶然的機會加入美式足球社，擅長使用被稱為「長矛擒抱」的攔截術。雖然天賦過人，卻是個不折不扣的努力家，經常進行各種極限訓練來鍛煉自己，十分注重均衡飲食；性格直率、處事嚴謹、沉默寡言，但對美式足球以外的事反應都有點遲鈍；不是靠面貌，而是靠肌肉來辨認別人，因此一眼就看出瀨那就是「光速蒙面俠21」。
是個機械白痴，經常因為動作過於粗暴而弄壞電腦、衛星通訊器、自動售賣機等物，曾因此在樹海中迷路。但在比賽時具有冷靜的頭腦和靈敏的反應能力；認為速度是制勝的關鍵，跟西部隊的甲斐谷陸學習馬術跑法之後，「長矛擒抱」在關東大賽進化為「三叉槍擒抱」。
曾是高校速度最快的球員，被瀨那突破後一直將其視為競爭目標。大和猛主動向進清十郎要求單對單對決，其三叉槍擒抱跟大和的帝王衝刺打成不相上下。被大家信任為能跟美國的「五芒星」相抗衡的選手。高中畢業後升讀王城大學。
東京大賽MVP選手。被人評為「無論實質還是精神上都是日本代表隊的防守支柱」、「高中最強的防守線衛」，同時也是日本代表隊最快的四天王之一。
櫻庭春人（さくらば はると，2年級）
聲優（日本：宮野真守；香港：陳廷軒；台灣：李景唐）
入讀附屬中學時因為身高優勢被拉入球隊，而其初中一年級時已有175公分高，並且因外貌和身高被發掘當上藝人，每場比賽都會吸引大量的女性球迷。雖然喜愛美式足球，但對實力一般的自己被媒體吹捧為王城隊主力感到苦惱，目睹了進的迅速成長後更是壓力倍增，甚至一度想要放棄美式足球。受到瀨那的鼓勵後逐漸振作起來，在經過一系列的比賽後明確了自己的目標，毅然辭去了藝人的工作、專心做一名美式足球選手。目標是通過後天的努力成為一流的接球手，升上三年級時會接替高見成為王城隊副隊長，為關東高校接球員四強之一。「Best Eleven」之一。日本代表隊之一。
櫻庭本來嫉妒進的才華，後來認為跟進是隊友十分榮幸。與隊友高見伊知郎組成超高空傳球的搭檔，由他接下高見伊知郎傳出的「聖母峰傳球」達陣取分。漸漸地成為進所信賴的隊友，透過努力之下擺脫了凡人不能跟天才並肩作戰的枷鎖。泥門戰中負責封鎖門太的接球。害怕所有跟靈異有關的東西。高中畢業後升讀王城大學。
大田原誠（おたわら みこと，3年級）
聲優（日本：乃村健次；香港：黄啟昌；台灣：林協忠）
王城白騎士隊的隊長。四肢發達、頭腦簡單的代表，和泥門的瀧夏彥一樣是本作中突出的笨蛋代表。偶爾會有聰明的發言。「Best Eleven」之一。日本代表隊之一。
在場上是強而有力的攻防線後盾，除了強大的身體對抗能力更有不俗的速度，也是可攻可守的球員。
個性憨厚、沒脾氣，不拘小節，被別人說是笨蛋也毫無感覺，為商店街相撲大賽的衛冕冠軍，卻在決賽時因為兜檔布鬆下而不戰而敗。總說些令人哭笑不得的話，並很喜歡放屁，因經常忘記穿內褲，所以從國小開始不斷因犯妨害風化被警方拘捕。聽得懂小結的威力十足語。高中畢業後升讀王城大學。
高見伊知郎（たかみ いちろう，3年級）
聲優（日本：濱田賢二；香港：劉昭文；台灣：林協忠）
王城白騎士隊的軍師，與蛭魔同樣資質平凡，唯以努力、智力及策略取勝的球員。由於腳傷無法快速奔跑，是個不能自己帶球達陣的「古典型」四分衛。在比賽時與蛭魔多番鬥智，場外亦很快能參透蛭魔看似出奇的策略。
特長是準確無誤的超高空傳球，為了能夠活用自己高大的身材進行傳球，一直等待著高個子的接球手進入球隊。因此在聽到櫻庭要放棄美式足球的話後十分憤怒、衝動地打了對方。櫻庭明白了高見的苦心後踏實刻苦地磨練自己，兩人組成了超高空傳球的黃金搭檔，之後練成了絕技「聖母峰傳球」。
夢想是成為外科醫生。高中畢業後升讀集英醫科大學。
豬狩大吾（いかり だいご，1年級）
聲優（日本：竹本英史；香港：雷霆；台灣：黃乾師）
脾氣火爆衝動，十分維護隊友，很重視王城的名聲，常常被鐵鏈鎖住以制止其發飆闖禍，在頗有紀念意義的處女賽事上還未出場就被罰離場，是個心直口快的人。同時擁有力量和速度，在與泥門比賽時出場。因為自己是大田原引導進入美式足球世界的，所以十分尊敬大田原。聽得懂小結的威力十足語。

#### 其餘球員

##### 攻擊組
頂光（いだき ひかる，2年級）
能勝任任何位置的球員。堅持頭一定要自己剃。擔任邊鋒（TE）。
神前瞬（かんかず しゅん，2年級）
拿著玫瑰在球場出現的自戀狂。玫瑰花是以學會費購買的。擔任外場接球員（WR）。
貓山圭介（Nekoyama Keisuke，1年級）
- 聲優：竹本英史

以無聲輕跑的「貓步跑陣」而聞名。擔任跑衛（RB）。
安護田良則（Agota Yoshinori，3年級）
原棒球部成員，「Best Eleven」之一。擔任護鋒（OG）。
岩鼻厚雄（Iwabana Atsuo，3年級）
隊中第二重120公斤的隊員。擔任中鋒（C）。
眉村小一（Mayumura Shoichi，3年級）
十分注重保護眉毛的人。擔任跑衛（RB）。
鏡堂玲司（Kagamido Reiji，3年級）
身高十分高的眼鏡仔。擔任截鋒（T）。
鈴木英治（Suzuki Eiji，1年級）
擔任截鋒（T）。
王城85號（1年級）
春季東京大賽泥門戰時，代替受傷的櫻庭上場比賽。擔任外場接球員（WR）。
王城20號（1年級）
擔任踢球員（K）

##### 防守組
艷島林太郎（Tsuyashima Rintaro，3年級）
「Best Eleven」之一。擔任角衛（CB）。
上村直樹（Uemura Naoki，3年級）
「Best Eleven」之一，每天和海浪搏鬥，日本代表隊候補選手。擔任防守線（DL）。
中脇爽太（Nakawaki Sota，3年級）
過去於美國進行修煉而累積經驗。「Best Eleven」之一。擔任安全衛（S）。
井口廣之（Hiroyuki Iguchi，2年級）
於王城大學附中少有的有錢人。「Best Eleven」之一。擔任角衛（CB）。
釣目忠志（Tadashi Tsurime，2年級）
性格有點神經質。「Best Eleven」之一。擔任安全衛（S）。
渡邊賴弘（Watanabe Yorihiro，1年級）
擁有一雙恐怖的眼睛。「Best Eleven」之一，日本代表隊候補選手。擔任防守線（DL）。
具志堅隆也（Gushiken Takaya，3年級）
以累積的經驗來擊敗對手的人。擔任線衛（LB）。
藥丸恭平（Yakumaru Kyohei，2年級）
和進同年的線衛。
王城93號（2年級）
春季東京大賽泥門戰時，輕易推倒栗田的人。擔任線衛（LB）。

#### 非球員成員
庄司軍平（Shōji Gunpei，教練）
聲優（日本：小村哲生；台灣：賀宇傑；香港：梁志達）
王城隊的教練，要求十分嚴謹。曾在大學時代和酒寄溝六（泥門惡魔蝙蝠隊教練）合稱美式足球界的「兩把刀」，過去是四分衛。
若菜小春（Wakana Koharu，1年級）
聲優（日本：鮭延未可；香港：許盈）
褐色長髮，馬尾辮的女孩。個性膽小，擔任球隊經理，被一群男人使來喚去，但仍努力工作。若菜是王城的名人，除了做事勤快，也因為長得可愛，所以邱比特隊也來挖角她轉學。在對戰神龍寺時，她也擾亂了神龍寺球員的集中力。

### 西部荒野大槍客隊（Seibu Wild Gunmen）
與泥門隊同屬超攻擊型的新晉強隊，實力與王城隊不相上下，比賽時極具破壞力的「散彈槍」式攻擊幾乎無人能敵。全隊攻防線牢固，攻擊則具有豪放的氣勢，是大賽冠軍的有力競爭者。在美國集訓期間與泥門隊巧遇，並安排隊員們住在德克薩斯的牧場。本屆東京大賽亞軍。
基德（武者小路紫苑 Mushanokoji Shien，2年級）
- 聲優（日本：內田夕夜；台灣：陳旭昇；香港：李錦綸）

西部野槍手隊的四分衛，擁有「快槍手基德」的封號，基德（Kid）是他球場上登錄的名字，也是他的通稱。
父親為奧林匹克手槍射擊項目三連霸的「武者小路」選手。
他的快速射擊備受矚目，但因被「武者小路」家族期待絕對要獲勝的壓力給擊垮而隱姓埋名。
因對傳球有興趣與鐵馬搭檔開始玩起美式足球，在學校他是成績優越的高材生之一。擁有過人的快速反應能力，傳球可以投出低於0.2秒的快速球，還可以側投，是高校投球速度最快的選手，與鐵馬兩人的默契可以稱為是最佳武器的組合。雖經常吐嘈鐵馬的進攻，但他們之間所隱藏的鬥志卻是無人能敵。體能雖然不是絕佳，但能靠感覺還有本能來實行作戰。他也精通戰略，武藏還沒有回到泥門時，蛭魔對他也束手無策。
蛭魔對他的評價是「身為一個四分衛，他的實力可是在神龍寺隊的阿含之上。」
口頭禪是「太順利並不是一件好事」。在白秋戰中因為一時分心，被峨王打斷左手，導致西部慘敗。高中畢業後加入了武藏工巴比倫隊。
「Best Eleven」之一。日本代表隊球員之一。
鐵馬丈（Tetsuma Jo，2年級）
- 聲優（日本：竹本英史；台灣：李景唐；香港：朱子聰）

父親是武者小路家的司機，所以與基德從小就認識，與基德是兒時玩伴，兩人之間有很強的羈絆。
他是一個確實執行任務的達人，只要任務一下達，他絕對要達成，所以周圍的人都稱他為「重型火車人」。
沒有人能阻止他進行任務，不過因為他只是死板的執行所下達給他的任務，所以有時候也會有很大的反效果，例如被要求比賽前別吃太多，結果最後絕食三天。
他能準確的行進於美式足球衝鋒路徑，是關東高校接球員四強之一，非常肯定也是四強之一的門太，曾經為了不讓門太受到裁判的退場判決而攻擊門太，中止了門太對裁判的投訴，保住泥門的參賽資格，是個很有義氣的人，這是他首次在沒有人命令他之下所做出的行動，也因此他在秋季東京大賽的決賽無法出場比賽，使得西部因此在決賽敗給了王城。
白秋戰中因為基德被峨王打傷，憤怒的他自行擔任陸的領跑員衝向峨王，經過多次衝撞後被打至不支倒地，加速西部的敗北。聽得懂小結的威力十足語。
高中畢業後加入了武藏工巴比倫隊。
「Best Eleven」之一。日本代表隊球員之一。
甲斐谷陸（Kaitani Riku，1年級）
- 聲優（日本：增田裕生；台灣：黃乾師；香港：伍博民）

瀨那小時候的玩伴，教會瀨那跑步方法的人，以瀨那的「大哥」自居，正義感強，本意是打算讓瀨那對付不良少年，沒想到卻使瀨那練成了更為方便的跑腿速度。個性強勢，也有小孩子不服輸的一面；和鐵馬雖同是攻擊上的強勁武器，但兩人一樣需要基德的協助。
透過參與泥門高中的體育會而得知光速蒙面俠21的真正身份。
從小學起一直在賽跑上贏過瀨那，兩人的對決勝負比數為99：0。得知瀨那就是「光速蒙面俠21」後燃起了旺盛的鬥志，準決賽的最後一次攻防被瀨那的惡魔蝙蝠龍捲風突破，這也是瀨那在兩人第100次對決時的勝出。賽後認同了瀨那作為美式足球選手的力量。被基德認為是西部隊裡的王牌。
白秋戰中基德、鐵馬和牛島都被峨王打傷後，攻擊和防守的主力都由陸擔任，在和峨王的最後對決中被峨王打中，使西部失去最後的希望。高中畢業後升讀炎馬大學。
「Best Eleven」之一。日本代表隊球員之一，也是日本代表隊最快的四天王之一。
大水牛牛島（Baffarō Ushijima，3年級）
- 聲優（日本：末吉司彌；台灣：林協忠；香港：潘文柏）

西部荒野槍手隊的隊長。原名牛島馬波郎。性格較暴躁，容易受心理影響表現。
日本代表隊候補選手。
馬場山小栗（Oguri Babayama，2年級）
心肺機能十分好的人。他無止盡的體力跟光澤的頭髮是他的特點。「Best Eleven」之一。位置是哨鋒。（OG）
刃牙遼介（Ryōsuke Haga，3年級）
被稱「大外獵人」。他會迅速的從攻防線外側衝上去。位置是邊鋒（TE）。
波多六髏（Hata Rokurō，2年級）
臉上的疤痕是於小時候發生的海上意外創傷的。視刃牙為勁敵。位置是外場接球員（WR）。
間元次（Mototsugu Hazama，3年級）
不以腳程，而是以互相刺探來跟對手一決勝負。怕大蒜跟女人。日本代表隊候補選手。位置是翼鋒（SE）。
九重鐵郎（Kokonoe Tetsurō，3年級）
喜歡乘坐重型鐵路旅遊，西部隊球員中最矮的一員。位置是哨鋒（OG）。
橫目照雄（Yokome Tetsuo，3年級）
擅用小動作，是非常能幹的攻防線選手。愛做模型。位置是截鋒（T）。
潮角道（Ushio Kakumichi，3年級）
個性剛直，鼻子像牛的鼻子；力量是他的武器，還是攻擊組最重的人。名字來自牛。一日三餐吃牛肉飯。位置是中鋒（C）。
內山擊（Uchiyama sutoraiki，3年級）
直線速度是有口皆碑。當興奮起來時，額頭就會浮現胎記。位置是全衛（FB）。
花田決進（Hanada Ketsusuzumu，3年級）
喜歡肉搏戰，是徹頭徹尾的擒抱手。綽號「決花」。位置是絆鋒（T）。
井芹洋介（Iseri Yōsuke，2年級）
十分受女性歡迎。於泥門一戰中，被栗田、十文字和戶叶擒殺，使西部自殺分。位置是安全衛（S）。
東木春（Higashigi Shun，3年級）
存在感十分薄弱的人。位置是防守線（DL）。
仁科雙冶（Nishina Sōji，3年級）
西部高校最兇惡的喧嘩王，眉毛永遠脫落。容貌有些少像阿含。泥門戰時，背號為74，但於岬之戰則穿75號球衣。位置是防守線（DL）。
史涅克小浦（Kōra Snake，2年級）
拒絕繼承家業，不知道跟誰工作。位置是防守線（DL）。
白石日向（Shiraishi Hinata，3年級）
有優秀的觀察力。位置是線衛（LB）。
菜山參太（Saiyama Santa，3年級）
擁有一個很活躍的初中生弟弟。位置是角衛（CB）。
佐保天一（Sabo Teichi，3年級）
雖然有點懦弱，但絕不偷懶。綽號是「絕不偷懶的佐保」。位置是踢球員（K）。
道古堀出（Saiyama Santa，總監）
- 聲優（日本：宮澤正；台灣：林協忠；香港：黄健强）

經常手持手槍、矮小的球隊總監。給予武者小路紫苑「基德」的稱號，西部高校任英語教師。
相内比奈（Aiuchi Hina，2年級）
球隊經理並啦啦隊隊長。去年的西部小姐。

### 盤戶蜘蛛隊（Bando Spiders）
將攻擊型和防守型融為一體的第三類球隊「踢球進攻式球隊」，過去是東京地區數一數二的強隊，是去年東京大賽亞軍，敗給宿敵王城隊，但卻是東京大賽中唯一能從黃金時代王城隊手上得分的隊伍。
由於主要成員都被關西的帝黑學園挖角而削弱了力量，現在的球員在整體實力上有待提高，但在強有力的踢球戰鬥模式中仍然具有強大的競爭力，採取的是「踢球——快攻」的 「spiderweb（蜘蛛網）」循環式作戰；與惡魔蝙蝠隊同屬於在逆境中頑強取勝的隊伍。
赤羽隼人（Akaba Hayato，2年級）
- 聲優（日本：平川大輔；香港：伍博民；台灣：林協忠）

原先被瀨那等人以為是美國的真正光速蒙面俠21，其實是因為赤羽是上屆大賽的東京區MVP（最佳球員），以及被稱為「高校最強邊鋒」和「關東最強開路阻擋員」，所以用了這個稱號。
與功太郎的熱血性格相反，崇尚理論和知性，對擋切、衝撞等技巧作過深入的研究；因此具有高超的阻擋技巧，能輕易將栗田和三兄弟彈飛；加上驚人的速度，是球隊的「紅眼王牌」；本來因為父親工作的調度而轉學到帝黑，在得知盤戶隊只剩踢球組打拼的狀況後，毅然決然地轉回盤戶；在盤戶隊與宿敵王城隊的準決賽上，因為轉學後的停止出賽時間未滿而未能上場；同樣是個表現欲過剩的人，經常在球場彈吉他，與功太郎是搭檔及吵架對象。說話中經常揉雜了音樂相關的詞語，讓人百思不得其解，惹來功太郎和吓吓三兄弟的吐口水攻擊。
非常喜歡他的吉他，並稱呼那吉他為「寶貝」。口頭禪是「呼～」。高中畢業後升讀最京大學。
「Best Eleven」之一。日本代表隊之一。
佐佐木功太郎（Sasaki Kōtarō，2年級）
- 聲優（日本：森山榮治；香港：李致林；台灣：陳旭昇）

自出賽以來從未失誤過、高校部史上最準一分加踢成功率100%的「瀟灑」踢球員。踢球動作十分華麗，能在射程範圍內將球準確無誤的踢進球門正中央；十分推崇踢球員的作用，曾專程到泥門高校找武藏挑戰No.1踢球員的稱號，對於武藏的離隊非常不滿。認為選手最重要的質素是「瀟灑」，隨身攜帶梳子梳頭，據本人所說每把梳子只用一次；雖然熱衷於表演華麗的球技，但也常常因為過剩的表現欲弄巧成拙；急性子，心直口快，而實質上是個努力型的選手，為了使一度不被看好的踢球隊成為最強的隊伍而刻苦地磨鍊自己。
與赤羽處於互相吐糟的戰友狀態，如果聽到讓他不滿的話會出動吐口水攻擊，赤羽和他的吉他就是被攻擊對象。雖然兩人在場下相處不是很好，但在場上卻是並肩作戰的戰友。最害怕生氣時的樹里。高中畢業後升讀炎馬大學。
「Best Eleven」之一。日本代表隊之一。
澤井樹里（Sawai Juri，2年級）
- 聲優（日本：樋口智惠子；香港：林元春→陳凱婷）

球隊的經理，經常穿著70年代的衣服和以70年代日本的口吻與人對話，與光太郎是青梅竹馬的玩伴。
倉敷卓人（Kurashiki Takujin）
- 聲優（日本：高瀬右光；香港：陳廷軒）

球隊的教練，因球隊連連敗退，成績不佳而被解僱。雖無做教練應有的體能和技術，但仍受一伙球員的擁戴。球員們對倉敷被解僱感到不甘。

### 巨深海神隊（Kyoshin Poseidon）
秋季大賽出現的黑馬式強隊。因為一年級高大的技術型球員的加入，使得原本平平的球隊實力大幅提高；擁有最高大的攻防線陣容，比賽時有如巨大的海浪阻止住對方的進攻；大賽首輪就以大比分淘汰了實力型的奪冠熱門柱谷麋鹿隊，半準決賽中使泥門隊陷入苦戰，但最終在最後兩秒鐘被泥門隊逆轉戰勝，秋季練習賽對神龍寺NAGA隊以41－0的結果，慘敗。
筧駿（Kakei Shun，1年級）
- 聲優（日本：竹內幸輔；香港：葉振聲；台灣：陳旭昇）

小學時就是球隊的王牌。憑借過人的身高及臂長牽制和阻擋敵人，小學時就長到170公分，對高大的身材進行活用達到力量、速度與技巧的平衡，阻擋技巧也是一流的。在美國遇到真正的光速蒙面俠21後就將其視為挑戰對手；第一眼就識破了瀨那冒用「光速蒙面俠21」的事，起初對瀨那抱有敵意，比賽時使出能以長長的手臂捉住兩個人的「移動式大錨」攔下瀨那，是第一個能封鎖「惡魔蝙蝠幽靈」的人，也就是瀨那在秋季賽第一個遇到的高手。最後關頭被瀨那以新招式「惡魔蝙蝠龍捲風」突破，之後也改變了自己的看法，認可了瀨那的力量並成為朋友。
性格冷靜沉穩，最討厭不誠實的人。意外地，他會無視隊員們所做的笨蛋行為，如：無視水町、大平和大西在澡堂打架，專注向瀨那說話。被大平洋和大西洋稱為「筧師父」。高中畢業後再度前往美國留學。
「Best Eleven」之一。日本代表隊球員之一。
水町健悟（Mizumachi Kengo，1年級）
- 聲優（日本：小野大輔；香港：曹啟謙；台灣：李景唐）

由於運動神經超強，是各體育社團爭奪的對象。原本是游泳社社員，無論做什麼事都很投入，是個積極的努力家，卻因為其他社員的渙散而與團體冠軍無緣。後來遇到同樣具有堅定目標的筧，並一起加入美式足球社。將游泳選手的動作活用為阻擋技巧、與筧配合組成超高的攻防陣容；對自己的力量十分自信，認真起來的壓迫感十分可怕，但比任何人都要注重團體合作。在瀨那距離得分區僅有30公分的地方攔下對方、使泥門隊險些在半準決賽中出局。在最後兩秒鐘的攻防中卻意外地被身高只有自己3/4的小結突破了防守。
平時是個熱情開朗又有點秀逗的人，喜歡在溫泉澡堂裡游泳和跳水，口無遮攔、說話不加思索，將瀨那視為朋友。對上泥門前因恥笑小結等人太矮反而激發出三人爭勝心。曾經對金剛阿含要求要單挑，卻被金剛阿含用手刀瞬間秒殺。經常在奇怪的場合脫掉衣服，如在向瀨那解釋筧為何如此執著光速蒙面俠21時就邊說邊脫。高中畢業後升讀炎馬大學。
「Best Eleven」之一。日本代表隊球員之一。
小判鮫修（Kobanzame Osamu，3年級）
- 聲優（日本：下崎紘史；香港：梁偉德；台灣：黃乾師）

海神隊的四分衛兼隊長，實力平平。觀察力一般但是傳球不錯，直至泥門戰才第一次被攔截傳球。深知自己比不上筧和水町，所以極度信賴二人。在艱辛的練習中堅持到底，獲隊友們的尊重。
經常把別人的意見說成自己的想法，是個常「執人口水尾」的人。
大平洋（Ohira Hiroshi，1年級）
- 聲優（日本：小川輝晃；香港：劉昭文）

「海拔」超高的攻防線隊員，與組成有如巨浪的攻防陣線，被稱為「海神攻防線」。全日本高校中最高的美式足球員，是一個經常飆淚的男生。日本代表隊候補選手。
非常崇拜筧，雖然同是一年級生，卻稱呼筧為「老師」，並時常以阿筧的「一號徒弟」自稱。
大西洋（Onishi Hiroshi，1年級）
- 聲優（日本：鷲見亮；香港：雷霆）

同樣是身高超過200公分的球員，「海神攻防線」的成員之一，是個高大健壯的眼鏡仔，相對於大平洋顯得斯文些。日本代表隊候補選手。
稱呼筧為「老師」，時常為誰是筧的一號徒弟和大平洋吵架。

### 賊學變色龍隊（Zokugaku Chameleons）
由一群街邊的壞學生單車黨所組成的球隊，比賽時十分衝動，常常因暴力行為或打球證而被罰停賽和取消資格。由於練習賽輸了給泥門惡魔蝙蝠隊，所以被逼幫泥門當苦工。賊學變色龍隊也是一支注重防守的球隊。和泥門對賽最多次數的球隊。但秋季東京大賽十六強對巨深海神隊0-42結果慘敗
葉柱類（Habashira Rui，2年級）
- 聲優（日本：遊佐浩二；香港：李錦綸；台灣：林協忠）

賊學的老大，十分重情義，常常保護自己的手下，但為人有些卑劣。因為他老爸是議員，所以出事後果都是由他老爸暗地裡幫其善後。無論動作和樣貌都像一隻變色龍，樣子也怪恐怖的，舌頭和兩手能伸到十分長，也是以這技能見稱，算是個不錯的線衛。他的哥哥葉柱斗影是賊學大學美式足球隊的主將。
防守隊中的一人，因視光速蒙面俠21為對手，所以常幫泥門脫險，目的是令光速蒙面俠21能平安到球場，晉級後和他比拼。他也和泥門隊員成了朋友。也是最後一年參加大賽，但最後也不敵巨深海神隊而止步。
在世界青年盃決賽中，即使沒有天賦，也拼命展現選手該有的毅力，得到許多人認同。高中畢業後升讀賊徒大學。
「Best Eleven」之一。日本代表隊球員之一。
足塚猛（Ashizuka Takeru，2年級）
- 聲優（日本：下崎紘史；台灣：黃乾師）

他是賊學隊的主要踢球員。雖然加分踢球成功率只有78%，但是對防守型的賊學隊來說，他是個重要的得分來源。另外，他在開球的時侯，也會踢出名為「爆竹踢」的彈跳球，讓對手的進攻組陷入混亂之中。
蛇井級太郎（Hebī Kyutarō，2年級）
他是為了對抗巨深海神隊高大的攻防線球員，而被換上場的壯漢攻防線球員。他不愛說話，據說自入學以來，都沒有人聽過他的聲音。但是他的力量非常強大，沒有多少人能夠擋下他那充滿馬力的衝撞。
如果只論體格與耐衝撞的程度，他絕對不比其他球隊的高大進攻選手差。
井上一美（Inoue Kazumi，2年級）
從國中時代開始，就是葉柱類的手下，因此被迫加入社團。常戴著針織帽子。
近藤俊也（Kondō Shunya，2年級）
跟井上一美一樣，從國中時代開始，就是葉柱類的手下。
火野玉男（Hino Tamao，1年級）
頭上的火焰是刺青貼紙。充滿彈力的身體讓他不曾受傷過。
荒戶錠（Arato Jō，1年級）
綽號「荒錠」的長髮少年。會用領巾蒙面，並偷襲對手。
濱口漣（Hamaguchi Nen，1年級）
口跟鼻都穿了環和帽子向後載的少年。本想組成樂團，但因被葉柱類威脅而加入社團。
山田幸運（Yamda Yoshikazu）
他是個出生在不顯眼又不幸之星座下的男人。他不知道美式足球是什麼東西，就擔任這個由問題人物組成之社團的顧問。
露峰惠（Tsuyumine Megu，2年級）
- 聲優：真瀨京子→山下亞矢香

賊學隊的經理人。時刻都帶著一把竹刀的女子。與其說是社團女神，不如說是個不良少年們害怕的女王。
是唯一一個在巨深戰戰敗後，為了葉柱類而哭的人。

### 柱谷麋鹿隊（Hashiratani Deers）
這是一支歷年來，被視為大賽冠軍候補的球隊，由經驗豐富的攻防線選手—山本鬼兵所率領的精銳強隊，卻因為這兩年遇上王城隊的黃金世代而與冠軍無緣。隊上的選手身材都較矮小，但透過不斷地鍛鍊以及經驗與幹勁，彌補了這個缺點。
山本鬼兵（Yamamoto Onihei，3年級）
- 聲優（日本：楠大典；香港：劉昭文）

國小時期就開始打美式足球，是打美式足球的老手，非常擅長阻擋技巧，被別人稱為「技巧專家」。
對攻防線的球員來說，鬼兵先生就是他們所仰慕的對象，栗田就是其中之一。外表的成熟度，也是敬仰的原因之一，有許多選手會在比賽前請他簽名。自從被巨深隊打敗後，每次預測的賽況都不準，在觀眾台上常和虎吉搭檔，虎吉會吐嘈鬼兵的每一次預測。高中畢業後加入了武藏工巴比倫隊。
「Best Eleven」之一。

### 獨播蠍子隊（Dokubari Scorpions）
力量、速度雖然都只有平均的水準，但獲勝率非常高，原因是因為隊長金串的觀察力與心理戰術，其他隊員則是遵照他的指揮來行動。雖然能夠看穿對手的習慣動作，卻不懂得消除自己隊上的習慣動作，因此敗給泥門隊。
金串佐助（Kanagushi Sasuke，2年級）
- 聲優（日本：矢部雅史；香港：張裕東）

認為美式足球就是一種心理戰，最強的武器是眼力，靠著看出對手的習慣動作，以及分析所得到的結果來選擇戰術。因此雖然體格不佔優勢，也能在春季大賽開始到現在為止，得到了十勝。

### 夕陽毅力隊（Yūhi Guts）
夕陽高中是一所運動出名的學校，但是美式足球並不是主要項目，因此夕陽毅力隊有能力的隊員幾乎都被其他社團挖角走了。他們充滿對勝利的渴望，卻在這次對泥門的比賽中被要求坐冷板凳，雖然最後社員們如願上場，還是輸給泥門隊。
熱海大介（Kanagushi Sasuke，3年級）
- 聲優（日本：白神允；香港：林保全）

他沒有特別的才能，但是擁有直率的個性，對美式足球非常認真，能夠掌握隊員心靈的能力，是個非常熱血的人。他對美式足球的熱情，也激發了瀨那等人想與之決勝負的心。
南風原忍（Haibara Shinobu，2年級）
- 聲優（日本：河野清人；香港：曹啟謙）

在平衡木上衝刺所練出的平衡感是他的武器。
亞津井（A Tsui，3年級）
- 聲優：石原凡

夕陽隊的總教練，同時是夕陽高校的數學老師，可能亦因此，他愛用合理的方式來比賽。雖然他認同球隊隊員的努力，但卻把保護自己視為最優先的事情。
紺上勝子（Konjō Katsuko，2年級）
- 聲優（日本：中村惠子；香港：謝潔貞）

是個會跟隊員一起集訓的熱血經理人。她的熱褲更令山岡跟佐竹感到很「熱血」。

### 網乃合成人隊（Amino Cyborgs）
利用科學的力量而鍛鍊身體的隊伍，每年參加（征服）不同的運動，被稱為是「顛覆大賽的網乃」。秋季大會前的評價是B級。於對泥門的比賽前，網乃隊用驚人的科學分析泥門隊疑選手，雖然有出色的運動能力，但是精神力和技術的訓練十分差劣，以38－8輸給泥門隊。吉祥物是機械人IQ。
胸肩厚（Munakata Atsushi，3年級）
- 聲優（日本：濱田賢二；香港：劉昭文）

網乃隊隊長。設法打算把足球、籃球和美式足球蹂躪的「體育人工改造人」。有出色的能力，輕視別人的言行激烈。
青柳卓（Aoyanagi Suguru，2年級）
- 聲優（日本：伊藤榮次；香港：梁志達）

只花一年半的時間就改造出驚人的體格，具有強大的破壞力。在剛入學不久還只是個瘦竹竿，在他身上可以看到網乃醫學的驚人效果。
角口直角（Kadoguchi Naosumi，2年級）
- 聲優：下崎紘史

他是網乃隊速度最快的角衛，透過訓練室的動作擷取器，找出了最完美的跑步姿勢。因為他非常了解自己的腳程，所以不會有無謂的動作，並且會以有如機器的方式去追逐對方的接球員。
伯井菜明日（Hakui Naosu，3年級）
球隊經理人。身高172cm。她個性有點兇惡，因此雖然是美女，也受到社員們的懼怕。
她是在全國模擬考中，考進前十名的秀才。據說因為是個能夠自己處理任何事情的天才，所以無法接納沒用的男人。興趣是化妝與實踐幾何學。

### 戀之丘邱比特隊（Koigahama Cupids）
戀之丘邱比特隊是一支實力不強的球隊，是泥門在春季大賽的第一個對手，戀之邱比特隊全部球員也有女朋友，所以令很多沒有女朋友的球員十分憤怒。
初條薫（Hatsujō Kaoru，2年級）
- 聲優（日本：岩崎征實；香港：李致林；台灣：李景唐）

戀之丘邱比特隊的隊長，經常帶著自己女朋友打比賽，以此打擊對手，力量很弱，速度也不太快，很容易自亂陣腳。

### 江戶前漁夫隊（Edomae Fishers）
去年年底更換教練，因此實力急速成長，他們會假設與冠軍候補比賽。西部隊是他們練習的假想敵，針對他們的「散彈槍」創造出了銅牆鐵壁般的防守攻防線與強力的後衛。他們的目標越強，自己也會變得越強。秋季大賽對上西部隊時，以49－0的結果被打敗。
釣戶一平（Tsurito Ippei）
江戶前的四分衛，背號6。在練習中負責扮演基德，好讓自己能夠更接近基德，也透過這樣的訓練，使自己學會迅速、正確地傳球。

### 狩舞海盜隊（Karibu Pirates）
在著名的斯巴達式總教練獨活山力的提議之下，狩舞海盜隊在夏季集訓時，進行了遠泳日本一圈這種亂七八糟的特訓，雖然有半路脫隊的，但也讓許多隊員練就強勁的體力。打球風格是慢慢讓對手受傷，消耗對手體力，並且運用攻防線的強壯體格，使狩舞海盜隊成為一個具有攻擊力的隊伍。
但秋季大賽對上王城隊時，卻以0－27的結果慘敗。
海波雀（Umiha Suzume）
狩舞隊的跑衛，背號29。擅長以不會撞輸對手的體格，從中央的密集地帶進行突破的跑衛。他那彈開對手從中史進行突破的樣子，就像是在大海中破浪航行的海盜船。
獨活山力（Udo Yamaryoku）
他是狩舞隊著名的斯巴達式總教練。他基於「因為看起來好像很強」的理由，雖然雙眼視力都是2.0，但他還是戴上眼罩。

### 幻詩人戰士隊（Genshijin Fighters）
讓簡單的戰術確實成功，並打倒對手的B級球隊。粗暴的破壞力是其特色。鈴音原本預測進入準決賽與王城隊對打的隊伍，不過還是敗給了盤戶隊。隊員的名字多是取自從石器時代到繩文時代等的古代物品。

### 千石武士隊（Sengoku Samurais）
千石附屬高中的美式足球隊，有許多優秀選手聚集在這間名校，是屬於A級的球隊。關鍵人物是率領進攻組的四分衛—浪武士。雖然此球隊很強，但輕忽少了黃金世代的王城隊，而慘遭34－0的敗仗。選手名字多是取自戰國時代的武將。
泥門的教練溝六和王城的教練庄司正是多年前千石武士的隊員，曾一同練習及比賽。

### 三閣爆胎隊（Sankaku Punks）
透過龐克風的恐怖外表來給予對手壓力，是一個攻擊型的球隊，不過被鈴音吐嘈戴上頭盔就看不到了。與太陽人面獅身隊是姊妹校，透過與他們的練習賽來培養出攻擊力，甚至在春季大賽和王城隊不分勝負，王城隊只以7－6險勝。但秋季大賽對上王城隊時，卻以0－82的結果慘敗。

### 裏原宿滑板高手隊（Uraharajuku Boaroers）
雖然裡原宿滑板高手隊的選手在當地被稱為「裡原宿高中的不良少年們」，但打美式足球的資質是不容小覷的。練習不足是此球隊的缺點。
道脇街路（Michiwaki Gairo）
乃是裡原宿隊的四分衛和線衛，背號29。擅長運用身為現役DJ的經驗，事先預測對手的想法。巧妙的假動作在他眼裡，就像是一場兒戲。

### 十直神父隊（Jujika Priest）
因為到目前為止從沒犯規過，所以頗受好評。會盡量避免肉體碰撞，常使用傳球技術。四分衛霧諏斗輝石將作戰會議稱為「彌撒」。

### 咒井神秘隊（Noroi Occults）
練習不在美式足球，而是在咒術，因此實力並不強。但是因為咒術的效果，當他們比賽時，對手都會突然發生拉肚子等不幸。四分衛岡左右魔的母親即是城下町病院的護士長。

### 有戶蟋蟀隊（Arito Kirigiris）
他們透過努力的練習，所展現出來的確實為進攻風格，經常被比喻為為過冬而準備的螞蟻。但是在防守方面的風格卻完全相反。因為採取無視於戰術的行動，所以經常容易犯錯。如果能夠彌補這種落差，或許成為一隊強隊也不是夢想了。
蟻谷忍（Aritani Nin）
一直等待著機會來臨，確實的讓傳球進攻成功的四分衛，背號14。

### 大井山獅子隊（Ōiyama Lions）
雖然這支球隊才剛成立，但是為了成為來自於隊名的「百隊之王」，他們正在努力的磨練實力。他們會讓大量的跑衛排成直線的自稱「棕毛」的陣式，像是在草原上奔跑般似的在球場上奔馳著。
深場怜大（Fukajō Reidai）
經常引導著獅子軍團的主將和跑衛，背號26。他會以阻擋員的身分，站在跑衛的最前線上。

### 北愛斯基摩人隊（Kita Eskimos）
這支球隊每年都面騎著選手不足的問題（現在球隊只在十名正式球員），所以必須找大量外援來補強。即使是在夏天，隊員也會穿著大外套來練習，以此強化體力。進攻時會透過大量開路阻擋員來牽引跑者，從外側滑進來。此進攻方式被稱為「雪橇衝刺」。
霜正登（Shimo Seitō）
「雪橇衝刺」的急先鋒和全衛，背號32，他會一邊吼叫一邊衝刺，叫對手感到害怕。

### 京工大肌肉炸彈隊（Kyokō Univ. Muscle Bomber）
這支球隊在開始進攻時是異於一般球隊。一般球隊在開始進攻時是會喊「Hut！」，而他們是一支會喊「點火！」的爆破集團。他們一直嘗試從中央突破，因為他們享受把對手撞飛的快感。即使不幸「自爆」，他們還是會貫徹隊伍的作風－一直嘗試從中央突破。
前鋸悟（Zennoko Satoru）
京工大隊的點火員、中鋒和防守截鋒，背號64。他的斥責和激勵，能在球隊中燃起一把火。

### 神龍寺NAGA隊（Shinryūji Naga）
關東大賽九連霸的盟主，自出賽以來關東地區的所有比賽從未失利，被稱為「神」級球隊，也是唯一令王城白騎士隊每戰每敗的強盛隊伍，但亦每戰每敗給聖誕節大賽的王者－帝黑亞歷山大隊。
隊中球員們個個都似佛門弟子，平時穿著道服，比賽前攻防線進行精神統一訓練（坐禪）使得他們能力比其他隊伍更強，堅如磐石的防守和穩健快速的進攻，令這支隊伍成為高校美式足球的神話，但卻在要完成十連霸的秋季關東大賽初戰中以一分之差不敵泥門隊落敗（35 - 36），不過金剛兄弟及一休組成的新生神龍寺實力已經成為歷代神龍寺最強。
球員的意志力十分驚人，然而一說到女孩子的問題就會坐立不安，因為神龍寺學院是女性禁止進入（不過阿含卻常帶女孩子進入）。
金剛阿含（Kongō Agon，2年級）
聲優（日本：桐本琢也；香港：陳欣、袁淑珍（童年）；台灣：李景唐）
「金剛兄弟」中的雙胞胎弟弟。阿含被認為是「百年才會出現一個的天才」，不論技術、速度、反應或是力量等能力皆極優秀。傳球與接球能力也非常厲害，加上天生具有超越常人的體質，似乎擁有用不完的體力，因此能擔任許多位置，是一個全能型球員。
個性十分狂妄，充滿邪惡暴戾的氣息。鄙視弱者，將沒有才能的人都稱為廢物，是瀨那有生以來首次感受到「邪惡」的人。雖然本身速度沒有像瀨那一般快，但與一般人比仍相當迅速，甚至能靠反射神經的速度趕上瀨那並使出擒抱。
平常極少練習，卻能夠保持一流選手的水準。擁有平凡人不能靠努力達到的境界，反應時間僅需0.11秒的神速電子信號，是連美國也十分罕見的反應能力。學習能力很高，能在關東大會初賽中對泥門使出瀨那在40天死亡行軍所領悟的絕招「惡魔蝙蝠鬼影」，充分證明他的超人天賦。
曾經被帝黑亞歷山大隊挖角但遭到拒絕，後來為了測試大和猛的實力，又藉詞要加入帝黑而闖入帝黑學園，更因而演變成與大和猛單挑，雖最後因為感到危險而放棄對決，但已得到本庄鷹極高的評價。
表面上對哥哥雲水不太好，事實上對雲水很尊重，曾經花一個晚上找意志消沈的雲水。
之所以能在學校任意妄為是因為雲水自願承當所有懲罰。
進入神龍寺就讀時，雖然有能力循普通考試途徑入學，卻因為喜歡看到別人失敗的樣子，故意選擇以「體育推薦學生」身份入學，因此使栗田進入神龍寺NAGA隊的理想幻滅。與蛭魔本來是「互相利用的朋友」，因為這件事而令兩人關係決裂（本來是蛭魔替栗田取得資格，及後阿含自薦並取得該資格，最後栗田被神龍寺取消學籍）。
敗給泥門後感到自身練習不足，雖然仍經常找其他女生，但已不再疏於練習，視小早川瀨那、進清十郎等為對手。
原本留著一頭黑人鬈髮，在對上軍事共和國時，因為戈梅里把他頭髮剃掉了，故戴上假髮示人，但在決賽中途因為從葉柱身上看見自己哥哥雲水的影子，所以自行脫下假髮。變得同雲水一樣（因為是雙胞胎）來告訴坐在觀眾席的哥哥不要再妄自菲薄和容易滿足。同時與蛭魔協定後，為三億日元賞金而認真的參加每一場比賽。之後跟蛭魔在與美國代表隊比賽時，兩人展現出的飛龍默契度，絲毫不輸跟雲水組合時的飛龍，一度為日本隊扳回形勢，並從中體會到團體合作的精神。
日本代表隊選手之一。高中畢業後升讀最京大學。
金剛雲水（Kongō Unsui，2年級）
聲優（日本：前田剛；香港：李錦綸、陳凱婷（童年）；台灣：黃乾師）
「金剛兄弟」中的雙胞胎哥哥，傳球與接球準確度極高，具有寬廣的視野，能夠完全掌握所有球員的位置，傳球從未失誤過，靠着普通傳球與一休的合作避開進清十郎便輕鬆將王城隊擊敗，是個穩健的技術型選手。
雖然和阿含是雙胞胎，但是兩人的天資卻截然不同；弟弟阿含自小聰明伶俐，體能出眾；他卻是資質平庸，體能也只是普通。自小就長期在和天才弟弟比較的壓抑環境中成長，但之後認清自己和弟弟才能的不同，選擇全力輔助弟弟阿含，使阿含變得更強。從未放棄過挑戰普通人的極限，平時以一個充滿鉛的球進行訓練，向成為最強平凡人的目標而努力。能力雖然比不上阿含，但靠著勤練的努力，實力已屬關東的頂尖高手級別之內，即使弟弟沒有上場，也能夠帶領球隊輕易取得勝利。為令弟弟變得更強成為第一，於是要求教練只著重訓練他的球技，並自己處理弟弟造成的麻煩。
與一休搭檔的絕招「明鏡止水」（動畫設定）、與阿含搭檔的絕招「飛龍」及與阿含和一休搭檔的「飛龍」強化版－－「金飛龍」等都是神龍寺的必殺武器，兄弟合作更有着其他人無法超越的默契。
在漫畫中初登場的前一年，兄弟兩人在處女賽裡，甫一上場就在五分鐘之內幫助神龍寺逆轉擊敗當時被稱為「黃金世代」的王城隊。高校畢業後為了擊敗天才弟弟而升讀炎馬大學。日本代表隊後補選手
細川一休（Hosakawa Ikkyū，2年級）
聲優（日本：豐永利行；香港：曹啟謙；台灣：賀宇傑）
以「體育推薦學生」身份入學，被稱為「關東地區最強的角衛」，關東高校接球員四強之一。在一年級時已經雄霸最強接球手的稱號，有倒退跑的能力，被稱為空戰的第一，可在瞬間看穿對手的路線，並在奔跑的同時有效地盯住外接員並攔截傳球，曾揚言在空中戰中即使連阿含也勝不了他。
運動細胞與阿含同樣十分發達，在傳、接球各方面能力都極強，是一個全能型的接球員，也是隊中阿含唯一認同的天才球員。個性單純直率、害羞、不服輸，喜歡挑戰不同的對手，平時是個天真爛漫的小孩，比賽時會露出認真嚴肅的表情和具威脅性的眼神；在偶然間見識了瀨那的瞬間爆發力和門太的接球後開始將兩人視為對手。認為所謂的No.1是不允許失誤的。泥門戰後認同門太的實力。說話時喜歡加上「見鬼般」一詞，最害怕的東西是日本的妖怪，據說他的兄弟額頭上都有一顆痣。升上三年級後接替山伏擔任神龍寺NAGA隊的隊長。
日本代表隊選手之一。高中畢業後升讀最京大學。
山伏權太夫（Yamabushi Gondayū，3年級）
聲優（日本（山口祥行；香港：葉振聲；台灣：林協忠）
神龍寺NAGA隊的隊長，體育推薦學生。經常瞇著眼睛，看起來很嚴肅卻常不經意地作出破壞形象的反應。喜歡女孩子，只要看到或聽到女孩子的事情就會眼睛一亮，教練仙洞田感嘆這是和尚學校的悲哀。憑藉超高的技巧曾經把栗田和大田原等巨型線鋒打倒。泥門戰結束，看到阿含終於開始認真之後，因為感嘆自己是三年級沒有明年的比賽機會而落下悔恨的淚水。因為長相成熟,而被選為日本代表隊的隊長。
日本代表隊選手之一。
齊天正行（2年級）
名字來自孫悟空（齊天大聖）的球員。經常虐待一休，看見女孩子時會眼睛一亮。位置是邊鋒。
八淨戒（2年級）
名字來自豬八戒的球員。喜歡肉食，於精神統一看見女孩子時眼睛張得最大。位置是截鋒。
河藤三平（2年級）
名字來自三師弟沙和尚的球員，沙和尚則被日本人認為是河童。頭部像河童，雨戰頗強。會對可愛的女孩子作出反應，經常與齊天虐待一休。位置是截鋒。
釜田玄奘（2年級） 聲優：日本：千葉進步
名字來自唐三藏（玄奘法師）的球員。氣質像女人，不知為何沒有頭髮。位置是尾衛。
面地飛鳥（3年級）
位置是全衛
佛野東大（3年級）
長相像東大寺毗盧遮那佛之球員。位置是護鋒。
沙門豪德（3年級）
位置是線衛
依目大覺（2年級）
長相形似栗田之球員，有舐手指的癖好。日本U－19隊後備球員。位置是防守線鋒。
仙洞田壽人（Sendōda Sumito） 聲優（日本：外波山文明；香港：林國雄）
神龍寺NAGA隊的教練，外貌像個仙人。曾感嘆神龍寺學院是和尚學校的悲哀，容許阿含不用練習的原因是因為他有實力。

### 太陽人面獅身隊（Taiyō Sphinx）
神奈川的美式足球隊。被稱呼為「金字塔攻防線」，由番場帶領的攻防線在全日本高中內享有首屈一指的力量。亦因如此，採用的是比一般球隊更密集的陣式split組成超級人牆來保護四分衛的傳球。關東大賽首戰的白秋一戰也全體人員（除了原尾）負傷退出。是本屆神奈川大賽亞軍。
番場衛（Banba Mamoru，3年級）
- 聲優（日本：楠大典；香港：李錦綸；台灣：李景唐）

帶領着比王城、神龍寺還要強的日本第一重量級的金字塔攻防線，是太陽攻防線王牌，同時也是隊中的領導者，擁有巨大而堅韌的身驅，亦有僅次於栗田和峨王的超強力量，技巧同樣出色，是高中挺舉的記錄保持者。
關東大賽預選賽是由於拳擊的特別訓練顯出淨是身體中傷的身姿。任何時刻都堅持要保護四分衛，可是關東大會首戰面對白秋的峨王的突進而負傷，遇到慘痛的經驗。可是最後因為拼死保護作為四分衛的原尾的事，被峨王表示敬意。聽得懂小結的威力十足語。高中畢業後升讀最京大學。
日本代表隊成員。
原尾王成（Harao Kiminari，3年級）
- 聲優（日本：竹內幸輔；香港：曹啟謙；台灣：陳旭昇）

言行以優雅著稱，在校內受到女同學的崇拜。因為有強大的防線保護，故此秋季大賽前對臨場的應變力頗弱。與泥門對戰以後，有自己是二流選手這樣的自覺，於是在背後做更多的努力來強化自己。與白秋戰時，顯示出有能力把渙散了的士氣重振過來，由於番場保護的關係，成為唯一一位和白秋恐龍隊對戰後沒有被峨王弄傷退場的四分衛。蛭魔稱之為「本少爺」。
笠松新信（Kasamatsu Niinobu，3年級）
- 聲優（日本：竹本英史；香港：梁偉德；台灣：林協忠）

主將，有著如水桶般的身型，同樣是力量型選手，但技巧上完全比不上番場。
喜歡在場外取笑和挑釁對手。在白秋戰中與金字塔線全體人員一同受傷，退出賽事。
鎌車謙（Kamaguruma Ken，1年級）
- 聲優（日本：齋藤恭央；香港：陳欣；台灣：賀宇傑）

春季大會的時候還未出場。頭腦比笠松更低水平。在對泥門的美式足球月刊盃日本代表隊選拔賽中首次出場，擅長用「戰車撞擊」，以比一般外接員強的力量來撞擊對手，加上本身的速度不低，故此當時曾令門太吃盡苦頭。
日本代表隊後補成員。

### 白秋恐龍隊（Hakushū Dinosaurs）
S.I.C.（埼玉、茨城、千葉）地區的新銳破壞型強隊，白秋大學附屬高等學校的球隊。本來是一支在去年的練習賽中被西部以70比7打敗的弱隊，自從峨王力哉、圓子令司和如月博美加入後，在S.I.C.地區中所向披靡。
由於峨王力哉的超強破壞力，地區大賽的球隊中所有攻防線球員和四分衛都被峨王一人打至重傷入院，連太陽的攻防線球員也不能倖免。白秋的所有戰術都是針對帝黑，以翼龍爪破壞帝黑的傳球，以螺旋咬破壞帝黑的跑陣，以絕對的力量攻擊帝黑的四分衛和直接得分。本屆秋季S.I.C.大賽冠軍。在關東大賽決賽中以一分之差敗給泥門惡魔蝙蝠隊。
圓子令司（Maruko Reiji，1年級）
- 聲優（日本：杉田智和；香港：何承駿）

父親本來是黑手黨的混血兒，他非常了解無理的武力具有絕對的強悍性。座右銘是「弱肉強食」，深信如果「關東之蛙」要擊敗帝黑的話，力量就是一切。控球能力極強的四分衛，外號「控球的達人」，人稱「恐爪龍」，擅長收集情報和保密。常在賽前向對手送大量的鮮花，如同向對手默哀一樣。如月廣美認為他和蛭魔在球場上的性格非常相似，都是主張「獲勝就是一切，其他都不重要」，比較喜歡大家叫他馬可（Marco）。對他來說生命中最重要的女人是白秋恐龍隊的經理人冰室丸子，並喜歡稱她為「MARIA」。日本代表隊球員之一。
因為讀附屬中學時曾經在聖誕節大賽中看見帝黑的強大，加上得知真正的衝鋒21就在帝黑，故苦練安全衛的防守技巧，以打敗「最強跑衛」衝鋒21。面對持球的球員只會固執地盯著球，連瀨那的惡魔蝙蝠鬼影也不受欺騙。和瀨那的最後對決中被瀨那強行突破，賽後認同了瀨那可以負起「光速蒙面俠21」的名稱。
他是個熱愛義大利西裝與瓶裝可樂的帥哥。對男人會展現出實力，對女人會展現出愛情，對蛭魔則會展現出死亡。
峨王力哉（Gaou Rikiya，1年級）
- 聲優（日本：小山剛志／香港：梁志達）

臥舉超過200公斤、堪稱高校最強勁的攻防線鋒，擁有超強臂力與腕力的怪物，外號「強大的破壞神」，人稱「暴龍」，是白秋的「右手」。
看似只是擁有力量的球員，實際上卻異常冷靜，不是不懂得控制自己的力量，是不想控制而已，這就是他的恐怖之處。完全遵守美式足球的規則，例如：在四分衛成功傳球之後使會停止擊潰四分衛；一旦比賽必定全力以赴，絕不留情，以致秋季S.I.C.大賽的傷亡十分慘重。他十分鄙視中途投降的球員，但很敬重如：番場衛和甲斐谷陸等盡力而為的球員。在西部戰中打斷了基德的左手，打傷了鐵馬、陸和牛島等西部的主力球員，引致西部在秋季關東大賽準決賽中慘敗給白秋。由於他在秋季大賽的表現十分出色，有十二間大學向他招手。視栗田為勁敵。聽得懂小結的威力十足語。
在日美決賽中，展現出對頂點的執著，會為了成為力量上的頂點而作所有的嘗試，甚至學會了本應矮個子較易掌握的三角形炸彈，成功撼動五芒星中的Mr.Don。高中畢業後加入了武藏工巴比倫隊。
關東大賽最優秀攻防線獎得主。日本代表隊球員之一。
如月廣美（Kisaragi Hiromi，1年級）
謎一樣的俊俏少年，人稱「翼龍」，是白秋的「左手」。
體弱多病，因此十分渴望擁有和峨王一樣強壯的身體及無堅不摧的力氣。多愁善感，愛把所有人物和「美」連繫一起。堅信白秋的宗旨─在壓倒性的絕對力量前，不論戰術、技術或才能都會被擊潰。臂力很弱，但腕力異常強大。善於運用自身柔軟的手腕在對方接球員接球時強搶球，必殺技是「翼龍爪」（以其纖細而靈活的手腕鑽進對手接球時雙手間產生的空隙，纏住對手接住球的手繼而把球拍走／奪走）。日本代表隊後補球員之一。

### 岬野狼隊（Misaki Wolves）
北海道地區冠軍。關東大賽首戰被西部打敗（48－21）。攻擊幾乎都交由狼谷大牙完成，典型的一人球隊。
狼谷大牙（Kamiya Taiga，2年級）
- 聲優（日本：市瀨秀和；香港：李致林）

岬野狼隊的王牌。眼下有筆直的一字型傷的男人，指甲很長，十分自大，對自己的長腿很有自信。能持球、能接球，主要擔任跑衛，能同時兼任接球員，岬的長傳進攻或是奔跑衝刺多由他完成。40碼衝刺最佳成績為4秒6，但在在遇到「獵物」時速度會更快，真正40碼衝刺速度肯定不需4秒6。是個在比賽發揮比練習時表現更佳的球員，有一絕招「狼之牙」。練習時間排第二少（最少是阿含），可見他也是一名天才，實力深不可測，連進、高見都認同他的實力。日本代表隊後補球員之一。

### 茶土強壯傀儡隊（Sado Strong Golems）
靜岡地區的冠軍。關東大賽初賽輸給王城隊（42—0）。
岩重頑丈（Iwashima Ganjō，2年級）
- 聲優（日本：岩橋直哉；香港：劉奕希）

擁有一身肌肉的大力士，練成了比岩石更堅硬的身軀，但是卻被進清十郎的「三叉槍擒抱」完全壓制，球隊亦大比數落敗。日本代表隊後補球員。
巨體俊
擁有一身肌肉的跑衛。

### 帝黑亞歷山大隊（Teikoku Alexanders）
關西大阪府帝黑學園的美式足球隊，經常把其他隊伍的王牌球員挖角回來，例如：盤戶蜘蛛的四分衛棘田桐尾。
自1980年高校美式足球創立以來，包辦了歷屆聖誕節大賽的優勝者，有「一切的起點，也是一切的終點」之稱，而真正的光速蒙面俠21（大和猛）亦在帝黑學園裏。
擁有256名球員，六支球隊編組（第一至第六軍），第一軍為最高實力，依此類推。如果被對方先得分，一軍成員就即場降為二軍以示負責。而大和猛等一軍成員亦被視為是帝黑歷代一軍最強的球員。所有一軍球員都可以在5秒內跑完四十碼，而且全都是領隊級人馬。在和泥門對決的聖誕節碗決賽中，以1分之差敗給泥門。
大和猛（Yamato Takeru，1年級）
身高190公分，鹿兒島縣出生，6歲時加入男童軍，曾於美國聖母大學附屬的日本人，亦即「真正的光速蒙面俠21」。大和猛與本庄鷹都在進入帝黑學園的第一天，就直接晉級於帝黑亞歷山大隊的一軍。但於帝黑學園的練習中身穿22號球衣，亦沒有配戴護眼罩。於聖誕節大賽重新穿上21號球衣及配戴護眼罩、恢復「光速蒙面俠21」的身分。喜歡可靠堅強的女性。
曾被赤羽描述過其衝刺具有破壞力。曾與金剛阿含單對單決戰，令阿含感到危險並戒備著，事後阿含指出瀨那根本沒可能打敗大和。在決賽時，宣言不使用右臂，直至和瀨那單對單對決時才被迫得用上右臂。
擁有優越的身體平衡感、比瀨那更強的步法和跑陣路線觀察能力，後天鍛鍊的強壯體格與身高優勢，以及強烈的意志。能使出多重的惡魔蝙蝠鬼影和以龐大的身驅阻止瀨那的身體移動，是個後天鍛鍊出來的全能型選手。曾被瀨那的惡魔四度空間超越，之後大和猛利用身體的優勢所激發的強制加速，使出的超光速帝王衝刺把瀨那制服。最後跟瀨那的決戰，被瀨那的最終極速徹底超越，並於賽事末段承認瀨那為真正的「光速蒙面俠21」。
聖母大學初中時擔任跑衛，在每場比賽中表現優異，被冠上「光速蒙面俠21」的稱號，但因為在某場比賽休息中被黑豹的輕盈跑法所吸引，導致手中的球瞬間被奪走，事後發現自己的努力無法超越黑豹的天賦，導致被Mr.Don以手段全面封殺，而離開聖母大學附屬中學，在日美決戰前向其作出報復宣言。在比賽中途，和峨王合作，終於扳倒了Mr.Don。
日本代表隊球員之一。日本代表隊最快的四天王之一。高中畢業後升讀最京大學。
絕招：帝王衝刺
本庄鷹（Honjō Taka，1年級）
帝黑亞歷山大隊第一軍接球員，關西高校美式足球協會會長本庄勝的獨生子，是本庄勝於王城戰所提及將與雷門太郎決戰的「他」。
興趣是閱讀。由小被本庄勝訓練並擁有看穿別人才能的眼睛。因而有被誇為「空中行走」的驚人跳躍力，在高中跳遠保持825公分的記錄，雖身高不及關東四強接球員之一的櫻庭春人，但實力卻比他更強，是空中戰的王者，稱自己在空戰方面無人能敵。他指出自己、大和猛以及金剛阿含均為天賦的超人。但在一次面對門太之後，對於有可能被他勝出而感到迷惑，亦在後來被門太擊敗而視他為對手。
日本代表隊球員之一。高中畢業後升讀最京大學。
小泉花梨（Koizumi Karin，1年級）
初登場以後輩的身份擔當棘田的跑腿，外表貌美，性格看起來溫和懦弱，而體力給人一種不濟的感覺，興趣是繪畫及彈鋼琴。是帝黑亞歷山大一軍的四分衛，亦是唯一的女性球員。本身並非自願加入球隊，本庄鷹發現其投球潛質後被推薦入隊。與本庄鷹拍擋成為最強的組合，其特點是有如花瓣般柔軟的傳球以及閃避的技巧。蛭魔曾為了使隊員們不要因小泉是女孩而放水，向他們訛稱她是男性，並成功欺騙他們(除了曾到帝黑遊覧的瀨那及門太)。高中畢業後成為了漫畫家，擔當漫畫《光速蒙面俠21》的總編輯。
平良吳二（Hera Kureji，3年級）
擁有希臘最偉大的英雄「海格力斯」的稱號，1軍隊長。雖然力量上比不上栗田，但他能擊敗峨王和栗田等超力量型線鋒，並認為要阻擋球員，最重要是戰術默契，其次是速度，然後是技巧和體格，力量只排第五；但他並無意識到在得分區前的密集地帶等，最重要的就是力量。結果在在泥門隊達陣之後的追加得分屢屢被栗田以力量打敗，導致球隊無法阻止泥門隊的加分達陣，被取下八分的分數，也是帝黑被打敗的原因之一。
日本代表隊球員之一。
安藝禮介（Aki Reisuke，2年級）
擁有希臘第一勇士「阿基里斯」的稱號，與海格力斯的默契十足，容易受敵人(尤其是蛭魔)的行為擾亂。被蛭魔通稱為小笨蛋。
日本代表隊球員之一。喜歡小泉花梨。
渡嘉敷織男（Tokashiki Orio，3年級）
原本是沖繩高等學校拳擊部的主將，被帝黑挖角而加入，擅用拳擊絕技，父親是職業拳擊手。綽號是「獵戶座」。
佐野尊（Sano Mikoto，3年級）
原本是鯱黃金隊的主將，被帝黑挖角而加入，擅長接低空的傳球。曾與栗田搶球時被搶飛。綽號是「須佐之男命」，但因為太長，沒人這麼稱呼他。喜歡喝醋。
天間童次郎（Tenma Doujirou，3年級）
原本是神龍寺的主將，與山伏同樣是以體育推薦學生的身份入學，但在第一年已經被帝黑挖角而加入隊伍，原因是後悔進入和尚學校，入學3天即跳槽。被稱為「邊線上的魔術師」，擅長在邊線上利用速度的緩急來衝刺，與阿含一樣身邊有很多女朋友。但在泥門一戰中，因為被小結擒殺而一瞬間踏上邊線出界。綽號「酒吞童子」，經常跟別人說「我愛你」。
布袋福助（Hotei Fukusuke，3年級）
關西的頭號踢球員，入球成功率為99％，但在一次踢球加分被門太所阻止。曾於20碼中踢球射入球，並諷刺武藏射球手應該是穩定性要排行第一。
棘田桐郎（Ibarada Kirio，3年級）
前盤戶蜘蛛隊四分衛，被帝黑學園挖角而加入球隊。屬超攻擊型移動四分衛，得意技是橫跑投球「薔薇之鞭」。有着喜歡欺負學弟學妹的惡劣個性，曾經要求身為學妹的花梨替自己拿行李，因而及後被大和阻止。由於在帝黑亞歷山大裡實力排名不高只能被編配為候補選手，而他本人對此亦感到非常怨恨。後來與大和猛宣戰時，被瀨那擒殺。

### NASA外星人隊／NASA太空梭隊（Nasa Aliens／Nasa Shuttles）
美式足球月刊請來的美國代表隊，即使在美式足球的發源地也稱得上一支強隊。球隊打法十分凌厲，攻擊方面主要是強有力的超長傳球；攻防線則具有日本選手無法推動分毫的堅固陣容，堪稱“肌肉防護罩”。由於賽前輕視對手，在與泥門隊的夜間友誼賽中以一分之差驘。賽後與泥門隊的隊員建立了深厚的交情。
派特裏克·斯賓薩（Patrick Spencer,Panther（意即黑豹），1年級）
- 聲優（日本：鯨井康介；香港：陳欣；台灣：陳旭昇）

被稱為「黑豹」。本作最強的跑衛
身體彈性極佳的衝刺型選手，長期在高樓大廈間奔跑跳躍鍛鍊自己，擁有輕盈的「無重力之腳」；由於是黑人而不受教練重用，平時主要被差遣揀球和背行李，球隊去日本比賽也未給他準備機票，奶奶用做雜工攢下的錢，資助他隨隊去了日本；性格樂觀開朗、即使長期被擱置在候補席也積極等待著上場比賽的機會；見到瀨那靈敏的衝刺方法後產生了想和對方比賽的強烈念頭；在異形隊無法抵擋泥門隊的掃蕩進攻時終於被派上場，並一舉扭轉了比分落後的局面；衝刺時活用了黑人特有的跳躍力，能以最小的拐彎如流水般利落地繞開敵人的防守，是天生的短跑選手。在最後一分鐘的衝刺對決中被瀨那成功攔截。賽後終於得到教練的認可、成為正選球員。
十分欣賞瀨那，開始積極的訓練準備再次挑戰。他視進清十郎和瀨那為兢爭目標。現在速度已經突破高中生最快水平速度的光速境界。最想與瀨那交手。全美高校兩位最強跑衛之一。與前職業NFL的王牌跑衛摩根對決時，瞬間從對方手中奪下球。奔跑速度與技巧已經進步到連阿進與阿含都擋不住。
美式足球青年世界盃大賽的MVP，並與聖安東尼穿山甲隊簽約，進入NFL職業聯盟。
NASA外星人隊→NASA太空梭隊→美國代表隊
絕招：無重力跑法、史提夫格擋、超光速閃電突擊、縱向惡魔蝙蝠鬼影
全壘打·菲茲修蘭特（Hormer Fitzgerald，2年級）
- 聲優（日本：落合弘治；香港：梁志達；台灣：林協忠）

臂力超強的四分衛，擅長使用強有力的超級長傳從球場中央一口氣傳球達陣，被稱為「太空梭傳球」，是球隊攻擊時的制勝王牌；即使在被對方鋒線擒抱的情況下，只靠上半身也能投出超長傳；然而因為缺乏精準度致使接球員有時接不到球。比賽時被瀨那利用閃電突擊壓制住右手而使傳球失敗。平時十分照顧黑豹，對教練排斥黑人選手的做法很不滿，最怕黑豹奶奶煮的麥粥。
傑雷米·華特（Jeremy Watt，2年級）
- 聲優（日本：下崎紘史；香港：曹啟謙；台灣：黃乾師）

球隊裡的優等生，是個溫和的眼鏡仔，分析能力很強，他接球的準確度很高，主要由他接下荷馬傳出的「穿梭機傳球」來達陣得取分數。在與泥門隊比賽期間擔任翻譯角色，但由於語言水平問題經常把雙方的話翻譯得驢唇馬嘴；是個冒牌的日本通：認為相撲是日本的摔跤，壽司是加州卷，筷子是武士用來切腹的工具，圍棋是日本的象棋、所有下圍棋的人都叫阿光；一般來說，當他不在場時，美日選手用肢體語言交流還來得順利些。
干沙利斯（哥哥）
稱自己【大便】線衞
干沙利斯（弟弟）
稱自己【小便】 線衛/跑衛

### 日本代表隊（Japanese team）
（#）為球員背號（Player Number）
先發陣容
進攻組（Offence）：
四分衛（QB）：#1 蛭魔妖一、#7 基德（武者小路紫苑）
進攻線（OL）：#77 栗田良寬（C）、#50 番場衛（T）、#59 山伏權太夫（T）、#54 中仔（中坊明）（OG）、#78 海格力斯（平良吳二）（OG）
邊鋒（TE）：#15 鐵馬丈
跑衛（RB）：#20 大和猛（FB）、#21 小早川瀨那（HB）
外場接球員（WR）：#18 櫻庭春人、#80 雷門太郎
防守組（Defence）：
防守線（DL）：#60 大田原誠（DT）、#70 峨王力哉（DT）、#71 水町健悟（DE）、#76 阿基里斯（安藝禮介）（DE）
線衛（LB）：#40 進清十郎（MLB）、#2 金剛阿含（OLB）、#41 筧駿（OLB）、#88 葉柱類（替補）
角衛（CB）：#10 本庄鷹、#33 細川一休
安全衛（S）：#4 馬可(圓子令司)、#29 甲斐谷陸(RB)
踢球組（Kicking Team）：
踢球員（K）：#11 武藏嚴、#99 佐佐木功太郎、#22 赤羽隼人
日本代表隊追加成員
這些成員原本並未入選國家隊，因金剛阿含的陰謀使得可參賽成為後備，並在對俄羅斯一戰中披掛上陣。
進攻組（Offence）：
四分衛（QB）：#3 高見伊知郎
進攻線（OL）：#51 十文字一輝（C）、#94 大水牛牛島（T）、#55 小結大吉（OG）、#72 山本鬼兵（OG）
邊鋒（TE）：#37 瀧夏彥
跑衛（RB）：#36 岩重頑丈 (HB)、#26 狼谷大牙 (FB)
外場接球員（WR）：#34 間元次（SB）、#16 雪光學
防守組（Defence）：
防守線（DL）：#75 依目大覺（DT）、#70 渡邊賴弘（DT）、#92 上村直樹（DE）、#53 戶葉庄三（DE）
線衛（LB）：#52 黑木浩二（MLB）、#31 大平洋（OLB）、 #32 大西洋（OLB）
角衛（CB）：#96 如月博美、#98 鎌車謙
安全衛（S）：#12 金剛雲水、#33 中脇爽太

### 美國代表隊（Team USA）
美式足球發源地，從全美高中選出最強的精銳球員組成之隊伍，擁有全美高校最強的五位MVP球員－五芒星。
派特里克·斯賓薩（黑豹）（Patrick Spencer,Panther，16歲）
史上最快的獵豹（The Fastest Man Above Ground），參考NASA外星人隊／NASA太空梭隊（Nasa Aliens／Nasa Shuttles）
格列佛·D·路易士（Clifford D. Lewis）
不敗的賭徒（The Invincible Gambler），父親是天才電腦駭客，假稱自己擁有王室血統，為人自大、驕傲，對勝利執著非常強烈，與黑豹組成為美國雙王牌跑衛，策略戰術也是超頂尖級的，能夠一邊以光速速度奔跑，一邊穩定的快速傳球的四分衛，被稱為美國最強的四分衛，也是全美高校兩位最強跑衛之一，在決賽與蛭魔互相較勁策略、戰術，雙方互不相讓。
唐諾·奧巴曼（Donald Oberman）
統治一切的人（The Man Who Controls Everything），通稱Mr. Don，美國最新一任總統：阿諾德·奧巴曼之子，被稱為攻防線的No.1，精通世界各國的語言，氣勢強大的他，連其他五芒星的隊友也很敬重，強大的力量連峨王都不能輕易擋住，有著跟大和一樣，講求正面迎戰以及絕不會倒下的意志。
畢特·獲加（Bud Walker）
野性的好萊塢（The Wild Guy from Hollywood），好萊塢唯一不使用替身的演員，能把鐵馬和番場擊飛去接球，擁有如武術般高超的推擠技巧，單論身體綜合能力也是五芒星裡最高的，在決賽中宣告要把門太打的落花流水，單論攔截傳球與門太的接球技巧實力旗鼓相當。
塔坦卡（Tatanka）
人肉天頂（The Human Dome），在「美式足球青年世界盃大賽」紀錄其身高是裡面最高的，其手臂長度與彈跳力也算出類拔萃，接球高度甚至比櫻庭還要高，後來卻敗給櫻庭與高見的聯合攻勢（雙塔之箭），相信五芒星的五人是世界最強的五人。

### 德國代表隊（German team）
歐洲地區最強的美式足球國家代表隊。
海因里希·舒爾茨
歐洲NFLE職業美式球員，也是德國隊的超級明星的球員，有超級記憶能力與強大分析能力，能瞬間模擬出之後的結果，並想出因應對策。

### 俄羅斯代表隊（Russian team）
俄羅斯在進行訓練時，因為是在嚴寒地區訓練，所以在下雪球場能發揮所向無敵的威力，是唯一美式足球人數不明的國家。
伊旺·羅德欽科
雖然沒有打美式足球的經驗，但可怕的是他的怪力。還能輕鬆的把100至200公斤的槓鈴舉起來，還能單獨拖動卡車。
奧運會舉重金牌，臥舉的世界紀錄保持者，輕輕鬆鬆就能轉動巨大的轉輪，參加大賽目標只為了300萬美金，被峨王視為這次大賽對決目標，但因為阿含的作怪使日本明星不能出場，但被中仔打倒，其後和峨王交手時卻被峨王一擊推倒。

### 共和國代表隊（Militaria team）
蒙堤·戈梅里
把別隊國家隊員都視為臭蟲，很討厭奇形怪狀的髮型。
潘斯
戴著一頭長假髮的眼鏡仔，爲了應付比賽表現不佳準備了一百種以上的藉口，是共和國隊的大腦。

### 芬蘭代表隊（Finnish team）
注重牙齒保養的國家代表隊。
托尼·哈基寧
自認為牙齒就是運動員的生命，咬緊牙關就能爆發出比原本高上數倍的力量。

## 出版書籍
| 集數 | 日文標題 | 中文標題                     | 集英社         | 集英社                 | 東立出版社     | 東立出版社             |
| 集數 | 日文標題 | 中文標題                     | 發售日期       | ISBN                   | 發售日期       | ISBN                   |
| ---- | -------- | ---------------------------- | -------------- | ---------------------- | -------------- | ---------------------- |
| 1    |          | 擁有黃金腳的男人             | 2002年12月20日 | ISBN 4-08-873370-3     | 2003年6月25日  | ISBN 986-11-2098-X     |
| 2    |          | 騙人的英雄                   | 2003年3月4日   | ISBN 4-08-873398-3     | 2003年7月14日  | ISBN 986-11-2344-X     |
| 3    |          | 我們的名字是泥門惡魔蝙蝠隊！ | 2003年6月4日   | ISBN 4-08-873439-4     | 2003年8月5日   | ISBN 986-11-2914-6     |
| 4    |          | 令人害怕的男人               | 2003年8月4日   | ISBN 4-08-873498-X     | 2003年9月8日   | ISBN 986-11-2960-X     |
| 5    | POWERFUL | POWERFUL                     | 2003年10月3日  | ISBN 4-08-873519-6     | 2003年11月29日 | ISBN 986-11-3216-3     |
| 6    |          | 飛翔吧！惡魔蝙蝠！           | 2003年12月19日 | ISBN 4-08-873553-6     | 2004年2月16日  | ISBN 986-11-3373-9     |
| 7    |          | 他就是武蔵                   | 2004年3月4日   | ISBN 4-08-873578-1     | 2004年4月15日  | ISBN 986-11-3654-1     |
| 8    |          | 戰士何以希望遇到強者         | 2004年4月30日  | ISBN 4-08-873598-6     | 2004年7月1日   | ISBN 986-11-4041-7     |
| 9    |          | 愛上地獄的男人們             | 2004年8月4日   | ISBN 4-08-873641-9     | 2004年9月17日  | ISBN 986-11-4764-0     |
| 10   |          | 有沒有戰敗者？               | 2004年10月4日  | ISBN 4-08-873663-X     | 2004年11月10日 | ISBN 986-11-5221-0     |
| 11   |          | 大賽開幕                     | 2004年12月3日  | ISBN 4-08-873683-4     | 2005年1月7日   | ISBN 986-11-5623-2     |
| 12   |          | 惡魔蝙蝠鬼影                 | 2005年3月4日   | ISBN 4-08-873778-4     | 2005年4月26日  | ISBN 986-11-6242-9     |
| 13   |          | 誰才是正牌的？               | 2005年5月2日   | ISBN 4-08-873805-5     | 2005年6月17日  | ISBN 986-11-6243-7     |
| 14   |          | 惡魔VS海神                   | 2005年7月4日   | ISBN 4-08-873829-2     | 2005年8月10日  | ISBN 986-11-6941-5     |
| 15   |          | 東京最強的戰士               | 2005年9月2日   | ISBN 4-08-873850-0     | 2005年11月9日  | ISBN 986-11-6942-3     |
| 16   |          | 暫停後的黎明                 | 2005年11月4日  | ISBN 4-08-873874-8     | 2006年1月23日  | ISBN 986-11-7673-X     |
| 17   |          | 對最強的渴望                 | 2006年1月5日   | ISBN 4-08-874006-8     | 2006年2月28日  | ISBN 986-11-7674-8     |
| 18   |          | 小早川瀨那                   | 2006年3月3日   | ISBN 4-08-874028-9     | 2006年4月13日  | ISBN 986-11-8133-4     |
| 19   |          | 繼承意志的人們               | 2006年6月2日   | ISBN 4-08-874107-2     | 2006年7月25日  | ISBN 986-11-8134-2     |
| 20   |          | DEVIL VS GOD                 | 2006年8月4日   | ISBN 4-08-874141-2     | 2006年8月31日  | ISBN 986-11-8777-4     |
| 21   |          | 有11個人！                   | 2006年10月4日  | ISBN 4-08-874264-8     | 2007年1月9日   | ISBN 978-986-11-8778-5 |
| 22   |          | TIMEOUT 0                    | 2006年12月4日  | ISBN 4-08-874290-7     | 2007年3月19日  | ISBN 978-986-11-9433-2 |
| 23   |          | 邁向決戰                     | 2007年2月2日   | ISBN 978-4-08-874316-5 | 2007年4月9日   | ISBN 978-986-11-9434-9 |
| 24   |          | 無敵城塞                     | 2007年4月4日   | ISBN 978-4-08-874340-0 | 2007年6月12日  | ISBN 978-986-11-9723-4 |
| 25   |          | PERFECT PLAYER               | 2007年7月4日   | ISBN 978-4-08-874383-7 | 2007年9月12日  | ISBN 978-986-11-9724-1 |
| 26   |          | 格鬥球技                     | 2007年9月4日   | ISBN 978-4-08-874412-4 | 2007年12月19日 | ISBN 978-986-10-0310-8 |
| 27   |          | 進清十郎 VS 小早川瀨那       | 2007年11月2日  | ISBN 978-4-08-874433-9 | 2008年1月10日  | ISBN 978-986-10-0311-5 |
| 28   |          | 決戰東京巨蛋球場             | 2008年2月4日   | ISBN 978-4-08-874474-2 | 2008年5月5日   | ISBN 978-986-10-0999-5 |
| 29   |          | 第二代四分衛                 | 2008年4月4日   | ISBN 978-4-08-874495-7 | 2008年5月29日  | ISBN 978-986-10-1513-2 |
| 30   |          | THIS IS AN AMERICAN FOOTBALL | 2008年6月4日   | ISBN 978-4-08-874523-7 | 2008年8月6日   | ISBN 978-986-10-1726-6 |
| 31   |          | AND THE WINNER IS…           | 2008年8月4日   | ISBN 978-4-08-874553-4 | 2008年11月3日  | ISBN 978-986-10-2055-6 |
| 32   |          | Xmas BOWL                    | 2008年11月4日  | ISBN 978-4-08-874590-9 | 2008年12月29日 | ISBN 978-986-10-2429-5 |
| 33   |          | 惡魔的失誤                   | 2009年1月5日   | ISBN 978-4-08-874616-6 | 2009年2月23日  | ISBN 978-986-10-2835-4 |
| 34   |          | THE LAST of DEMON DEVILBATS  | 2009年3月4日   | ISBN 978-4-08-874641-8 | 2009年4月15日  | ISBN 978-986-10-3160-6 |
| 35   |          | THE WORLD IS MINE            | 2009年5月1日   | ISBN 978-4-08-874664-7 | 2009年6月24日  | ISBN 978-986-10-3495-9 |
| 36   |          | 瀨那 VS 黑豹                 | 2009年8月4日   | ISBN 978-4-08-874713-2 | 2009年9月23日  | ISBN 978-986-10-3752-3 |
| 37   |          | READY SET HUT                | 2009年10月2日  | ISBN 978-4-08-874735-4 | 2009年11月26日 | ISBN 978-986-10-4431-6 |

### 相關書籍
小說
| 標題                             | 作者       | 集英社        | 集英社             | 東立出版社     | 東立出版社             |
| 標題                             | 作者       | 發售日期      | ISBN               | 發售日期       | ISBN                   |
| -------------------------------- | ---------- | ------------- | ------------------ | -------------- | ---------------------- |
| 光速蒙面俠21 幻之黃金盃          | 長谷川勝己 | 2004年5月24日 | ISBN 4-08-703138-1 | 2008年12月11日 | ISBN 978-986-10-2524-7 |
| 光速蒙面俠21〜熱鬥的百分比賽！〜 | 映島巡     | 2006年5月26日 | ISBN 4-08-703157-8 | 2009年2月12日  | ISBN 978-986-10-3047-0 |

導讀手冊
- 《光速蒙面俠公式資料集〜超選手列傳〜》（アイシールド21 公式データブック 超選手列伝 BALLERS HIGH）

| 標題 | 集英社        | 集英社             | 東立出版社    | 東立出版社         |
| 標題 | 發售日期      | ISBN               | 發售日期      | ISBN               |
| ---- | ------------- | ------------------ | ------------- | ------------------ |
| 全   | 2005年10月4日 | ISBN 4-08-873758-X | 2007年1月23日 | ISBN 986-11-8320-5 |

畫冊
- 2006年11月2日發售、ISBN 4-08-874097-1
- 2008年12月19日發售、ISBN 978-4-08-782195-6

## 電視動畫

### 製作團隊
- 總監督 - 西田正義（104話 - 145話）
- 監督 - 西田正義（1話 - 103話）→片貝慎（104話 - 145話）
- 系列構成 - 岸間信明
- 人物設計 - 高谷浩利（1話 - 145話）、小林一幸（104話 - 111話）、加藤寛崇（112話 - 145話）
- 色彩設定 - 横井正人
- 美術監督 - 柴田聡
- 攝影監督 - 赤沢賢二
- 編輯 - 中川晶男
- 音響監督 - 松岡裕紀
- 音樂 - 大谷幸
- 協力 - 日本美式足球協会、NFL JAPAN
- 製作人 - 東不可止、三宅将典
- 動畫製作人- 河村義治
- 動畫製作 - GALLOP
- 製作 - 東京電視台、NAS

### 主題歌

#### 片頭曲
「BREAKTHROUGH」（1話 - 35話）
作詞 - 六ツ見純代 / 作曲 - 森元康介 / 編曲 - DREAMFIELD / 歌 - Coming Century
「INNOCENCE」（36話 - 64話）
作詞 - 小幡英之 / 作曲 - 石田匠 / 編曲 - 久米康隆 / 歌 - 20th Century
「Dang Dang」（65話 - 103話）
作詞 - SOTARO / 作曲・編曲・歌 - ZZ
「BLAZE LINE」（104話 - 126話）
作詞 - TEEDA&KENJI03 / 作曲・編曲・歌 - BACK-ON
「炎のランニングバック」（127話 - 144話）
作詞・作曲 - 東野ハマジ / 編曲・歌 - SHORT LEG SUMMER

#### 片尾曲
「BE FREE」（1話 - 13話）
作詞・作曲 - 佐々木收 / 歌 - Ricken's
「Blaze Away」（14話 - 35話）
作詞 - 松井五郎 / 作曲 - D・A・I / 編曲 - Ch@ppy / 歌 - TRAX
「GOAL」（36話 - 64話）
作詞 - JUSME / 作曲 - 大谷靖夫 / 編曲 - CMJK / 歌 - 安良城紅
「Run to Win!」（65話 - 100話）
作詞 - 木本慶子 / 作曲・編曲 - 高梨康治 / 歌 - 泥門デビルバッツ（平野綾、入野自由、山口勝平、永野広一）
「a day dreaming...」（101話 - 115話）
作詞 - TEEDA&KENJI03 / 作曲・編曲・歌 - BACK-ON
「flower」（116話 - 126話）
作詞 - TEEDA&KENJI03 / 作曲・編曲・歌 - BACK-ON
「Song of Power」（127話 - 144話）
作詞・作曲 - 東野ハマジ / 編曲・歌 - SHORT LEG SUMMER

#### 插入曲
「Be Survivor」（15話・18話・27話・28話）
作詞 - SOTARO / 作曲・編曲・歌 - ZZ
「MIDNIGHT SUNSHINE」（37話）
作詞 - kenko-p / 作曲・編曲 - 藤澤健至 / 歌 - 王城ホワイトナイツ（宮野真守、鄉本直也、乃村健次、鮭延未可）
「Chain of power」（44話・88話・99話・107話）
作詞 - 木本慶子 / 作曲・編曲 - 藤澤健至 / 歌 - 泥門デビルバッツ
「max wind」（65話）
作詞 - 木本慶子 / 作曲 - 大内哲也 / 編曲 - 梅堀淳 / 歌 - 雷門太郎（山口勝平）
「GO for it!!」（65話・104話）
作詞 - 松井五郎 / 作曲・編曲 - Funta / 歌 - 瀧鈴音（中川翔子）
「Light」（113話・116話）
作詞 - HARUKA UMEDA / 作曲・編曲 - TSUKASA HATANAKA / 歌 - Ma-Kiss

### 各話列表
- 第1話 擁有光速之腳的男生
- 第2話 來玩美式足球吧！
- 第3話 戰勝球場吧！
- 第4話 這隻手抓住的東西
- 第5話 0.5秒的保鏢
- 第6話 炸裂！長矛攔截
- 第7話 只為勝利的對戰
- 第8話 絕不放棄！
- 第9話 接球的專家
- 第10話 英雄的資格
- 第11話 夕陽的誓言
- 第12話 接球！MAX！
- 第13話 變色龍的恐怖
- 第14話 灼熱的地獄塔
- 第15話 尋找光速蒙面俠21！
- 第16話 再見了，栗田！？
- 第17話 基德與鐵馬
- 第18話 沒用的尊嚴
- 第19話 小市民嘲笑挑戰者
- 第20話 斯芬帝客的秘密武器
- 第21話 飛吧惡魔蝙蝠
- 第22話 謎樣少女 出現了
- 第23話 無重力的男生
- 第24話 電擊！ 日美決戰
- 第25話 欄中的黑豹
- 第26話 真實的野性
- 第27話 奪回！塞柏拉斯
- 第28話 美式足球・鬧區
- 第29話 組成・惡魔槍手！
- 第30話 往地獄的境界線
- 第31話 各自的決意
- 第32話 喪家犬在嗎
- 第33話 噢！我的妹妹！
- 第34話 鬼影的移動
- 第35話 孤獨的死亡行軍
- 第36話 最後的試練
- 第37話 遙遠的頂端
- 第38話 隊員的決定！？
- 第39話 往聖誕節大賽之路
- 第40話 決戰前夕！
- 第41話 王牌消滅！？
- 第42話 惡魔蝙蝠鬼影！
- 第43話 傳說中60碼大口徑手槍
- 第44話 啊哈哈！我登場了！
- 第45話 鬼影封印！？
- 第46話 鬼影vs長矛
- 第47話 熱血啊！勇士！
- 第48話 努力！毅力！全力對決！
- 第49話 耀眼的銀・攻防線的靈魂！
- 第50話 逃避不了的勇氣！

- 第51話 危險！最兇的變色龍
- 第52話 衝突！變色龍vs海神
- 第53話 恐怖的毒蠍子
- 第54話 消失的司令塔
- 第55話 體格差別的障礙
- 第56話 拋他出去吧小結！
- 第57話 知道「21」的人
- 第58話 惡魔vs海之神
- 第59話 幕後有王牌的男生
- 第60話 球場的約定！
- 第61話 往勝利的執著！
- 第62話 戰慄！必殺擒抱
- 第63話 30公分的攻防
- 第64話 光速的男生出現了！？
- 第65話 泥門高校的體育慶典！
- 第66話 跑鋒．瀨那！？
- 第67話 三人的約定
- 第68話 最快的證明
- 第69話 絕望的球場
- 第70話 武藏就在這裡
- 第71話 反擊的惡魔
- 第72話 光速的尊嚴
- 第73話 命運的一踢
- 第74話 對手的誓言
- 第75話 蜘蛛的威脅
- 第76話 回來！武藏！
- 第77話 真正的『21』
- 第78話 在這之前等待的人
- 第79話 小早川瀨那
- 第80話 最強的踢球隊伍
- 第81話 紅色瞳孔的真實
- 第82話 跑吧！武藏！
- 第83話 開始走動的時間
- 第84話 暴風中的惡魔
- 第85話 被神愛的男生
- 第86話 光與影的時限
- 第87話 東京最強的戰士們
- 第88話 泥門的中場休息
- 第89話 開幕！奶油泡芙盃
- 第90話 新的試煉
- 第91話 鬥魂！死亡攀爬
- 第92話 德克薩斯牧場的三兄弟們
- 第93話 友情的吶喊
- 第94話 白銀的秘密武器
- 第95話 衝破暴風雪的阻擋
- 第96話 現在！往關東大會！
- 第97話 再見了鬼兵
- 第98話 變色龍的逆襲
- 第99話 泥門高校的校園慶典！
- 第100話 看不見的鎖

- 第101話 最強之惡
- 第102話 跨越「恐懼」
- 第103話 鐵壁的雙重製止器
- 第104話 缺一的線衛
- 第105話 最後的死亡遊戲
- 第106話 鬼神．金剛阿含
- 第107話 敵人就是神龍寺
- 第108話 名偵探瀨那？！
- 第109話 接球的才能
- 第110話 才能的牆壁
- 第111話 出征！惡魔蝙蝠隊！
- 第112話 惡魔vs鬼神！惡魔vs鬼神！
- 第113話 第12個選手
- 第114話 平凡人的力量
- 第115話 賭上第一名
- 第116話 戰士的意志
- 第117話 暫停．零
- 第118話 沒有答案的作戰會議
- 第119話 死鬥的盡頭
- 第120話 超重量級！恐龍隊！！
- 第121話 狼的戰場
- 第122話 Rodeo Drive Stampede
- 第123話 沒有弱點的騎士
- 第124話 究極之槍！！
- 第125話 王城高校學園慶典！！
- 第126話 給王牌的誓
- 第127話 只是，為了勝利
- 第128話 惡魔vs光速的男生
- 第129話 向王者的挑戰言
- 第130話 開戰的嘹亮號角聲
- 第131話 憤怒的布裹遜鎖鏈
- 第132話 制伏天空的騎士
- 第133話 王國的巨大弓
- 第134話 無敵要塞
- 第135話 無比的超人
- 第136話 敗北的「21」
- 第137話 命運的中場休息
- 第138話 雨後的地上戰
- 第139話 9999次的接球
- 第140話 二人王牌
- 第141話 惡魔電擊槍發動！
- 第142話 惡魔的兩翼
- 第143話 信念只有一個
- 第144話 最後的剎那
- 最終話 大家來玩美式足球吧! YA-HA-!!（日本、台灣、香港動畫放送終了）

### 動畫番外篇（OVA）
- EyeShield 21 Jump Festa 2004
- EyeShield 21 Jump Festa 2005

### 播放電視台
日本
| 日本 東京電視台 星期三19:00節目 | 日本 東京電視台 星期三19:00節目             | 日本 東京電視台 星期三19:00節目 |
| ------------------------------- | ------------------------------------------- | ------------------------------- |
|                                 | 光速蒙面俠21 （2005年4月6日-2008年3月19日） |                                 |
| 網球王子                        | 手機搜查官7 電視劇                          |                                 |

台灣
| 台灣 台視 星期六18:30-19:00節目 | 台灣 台視 星期六18:30-19:00節目            | 台灣 台視 星期六18:30-19:00節目 |
| ------------------------------- | ------------------------------------------ | ------------------------------- |
|                                 | 光速蒙面俠21 （2006年7月8日-2008年6月7日） |                                 |
| 怪醫黑傑克                      | 早安家族New Star                           |                                 |
| 台灣 台視 星期日17:30-18:00節目 |                                            |                                 |
| 家庭教師                        | 新光速蒙面俠21 （2008年8月30日-）          | 怪醫黑傑克                      |

| 台灣 衛視中文台 星期一至五19:00-19:30節目 | 台灣 衛視中文台 星期一至五19:00-19:30節目           | 台灣 衛視中文台 星期一至五19:00-19:30節目 |
| ----------------------------------------- | --------------------------------------------------- | ----------------------------------------- |
|                                           | 光速蒙面俠21 （2006年10月22日-）                    |                                           |
| —                                         | —                                                   |                                           |
| 台灣 衛視中文台 星期一至五17:30-18:00節目 |                                                     |                                           |
| 光速蒙面俠21 重播                         | 光速蒙面俠21 第三季 （2010年12月15日-2010年2月9日） | 七龍珠                                    |

香港
| 香港 翡翠台 星期二、三17:15-17:45節目 | 香港 翡翠台 星期二、三17:15-17:45節目                 | 香港 翡翠台 星期二、三17:15-17:45節目 |
| ------------------------------------- | ----------------------------------------------------- | ------------------------------------- |
|                                       | 第1集-第52集 （2007年4月24日-2007年10月17日）         |                                       |
| 唱K小魚仙 第二輯                      | 光之美少女 第二輯                                     |                                       |
| 香港 翡翠台 星期四、五17:15-17:45     |                                                       |                                       |
| 數碼暴龍DS                            | 衝鋒21 第53集-第100集 （2009年2月20日-2009年8月7日）  | 太極千字文                            |
| 香港 翡翠台 星期二、三17:15-17:45     |                                                       |                                       |
| KERORO軍曹 (第五季)                   | 衝鋒21 第101集-第145集 （2010年2月9日-2010年7月20日） | KERORO軍曹 (第六季)                   |

| 香港 J2 星期日8:00、16:00節目 | 香港 J2 星期日8:00、16:00節目                      | 香港 J2 星期日8:00、16:00節目 |
| ----------------------------- | -------------------------------------------------- | ----------------------------- |
|                               | 衝鋒21 第1集-第52集 （2008年2月3日-2008年7月27日） |                               |
| —                             | 阿Sa真人Show                                       |                               |

| 無綫兒童台 星期一至五 09:00-09:30節目 | 無綫兒童台 星期一至五 09:00-09:30節目                 | 無綫兒童台 星期一至五 09:00-09:30節目 |
| ------------------------------------- | ----------------------------------------------------- | ------------------------------------- |
|                                       | 衝鋒21 第1集-第145集 （2012年7月11日－2013年1月29日） |                                       |
| 爆丸III                               | Battle Spirits 少年突破馬神                           |                                       |

## 遊戲
- アイシールド21 MAX DEVILPOWER!（2006年2月2日）(DS)
- アイシールド21 DEVILBATS DEVILDAYS（2006年4月6日）(GBA)
- アイシールド21 球場上最強戰士們（2007年3月8日）(Wii)
- アイシールド21 來玩美式足球吧!YA-!HA-!（2005年12月22日）(PS2)
- アイシールド21 Portable Edition（2006年3月2日） (PSP)

卡片遊戲
- アイシールド21集換式卡片遊戲

## 收藏品
- アイシールド21集換式卡片
- アイシールド21寫真精選集

## 泥門惡魔蝙蝠隊 / 日本青年隊對戰紀錄及結果
| 戰次 | 賽事                          | 對賽球隊                                                 | 比數    | 比數    | 動畫版集數 |
| 戰次 | 賽事                          | 對賽球隊                                                 | 漫畫版  | 動畫版  | 動畫版集數 |
| ---- | ----------------------------- | -------------------------------------------------------- | ------- | ------- | ---------- |
| 1    | 春季東京大賽 第一輪比賽       | 泥門惡魔蝙蝠隊 對 戀之丘邱比特隊                         | 6 - 3   | 6 - 3   | 3          |
| 2    | 春季東京大賽 第二輪比賽       | 泥門惡魔蝙蝠隊 對 王城白色騎士隊                         | 12 - 68 | 12 - 68 | 6-8        |
| 3    | 練習賽                        | 泥門惡魔蝙蝠隊 對 賊學變色龍隊                           | 46 - 28 | 46 - 28 | 12-13      |
| 4    | 美式足球月刊盃                | 泥門惡魔蝙蝠隊 對 太陽獅身人面隊                         | 20 - 20 | 20 - 20 | 19-21      |
| 5    | 紀念美式足球月刊盃            | 泥門惡魔蝙蝠隊 對 NASA外星人隊                           | 32 - 33 | 32 - 33 | 24-26      |
| 6    | 秋季東京大賽 第一輪比賽       | 泥門惡魔蝙蝠隊 對 網乃合成人隊                           | 36 - 14 | 36 - 14 | 41-42      |
| 7    | 練習賽                        | 泥門惡魔蝙蝠隊 對 賊學變色龍隊                           | 無      | 30 - 28 | 44         |
| 8    | 秋季東京大賽 第二輪比賽       | 泥門惡魔蝙蝠隊 對 夕陽毅力隊                             | 56 - 6  | 56 - 7  | 48         |
| 9    | 秋季東京大賽 第三輪比賽       | 泥門惡魔蝙蝠隊 對 獨播蠍子隊                             | 42 - 0  | 42 - 14 | 53-54      |
| 10   | 秋季東京大賽 八強賽           | 泥門惡魔蝙蝠隊 對 巨深海神隊                             | 18 - 17 | 24 - 23 | 58-63      |
| 11   | 秋季東京大賽 準決賽           | 泥門惡魔蝙蝠隊 對 西部荒野大槍客隊                       | 42 - 44 | 32 - 35 | 68-73      |
| 12   | 秋季東京大賽 季軍戰           | 泥門惡魔蝙蝠隊 對 盤戶蜘蛛隊                             | 24 - 23 | 37 - 36 | 79-86      |
| 13   | 奶油泡芙杯 初賽               | 泥門惡魔蝙蝠隊 對 沙漠駿馬隊                             | 無      | 28 - 0  | 93         |
| 14   | 奶油泡芙杯 決賽               | 泥門惡魔蝙蝠隊 對 俄羅斯長毛象隊                         | 無      | 24 - 21 | 94-95      |
| 15   | 死亡遊戲 練習賽1              | 泥門惡魔蝙蝠隊(缺少雷門太郎,武藏嚴,瀧夏彥) 對 柱谷麋鹿隊 | 無      | 24 - 0  | 97         |
| 16   | 死亡遊戲 練習賽2              | 泥門惡魔蝙蝠隊(缺少二年級生) 對 賊學變色龍隊             | 無      | 12 - 7  | 98         |
| 17   | 死亡遊戲 練習賽3              | 泥門惡魔蝙蝠隊 對 巨深海神和盤戶蜘蛛組合隊               | 無      | 28 - 21 | 103        |
| 18   | 死亡遊戲 練習賽4              | 泥門惡魔蝙蝠隊 對 太陽獅身人面隊                         | 無      | 7 - 7   | 104        |
| 19   | 死亡遊戲 練習賽5              | 泥門惡魔蝙蝠隊 對 NASA外星人隊                           | 無      | 84 - 77 | 105        |
| 20   | 秋季關東大賽 初賽             | 泥門惡魔蝙蝠隊 對 神龍寺NAGA隊                           | 36 - 35 | 36 - 35 | 111-119    |
| 21   | 秋季關東大賽 準決賽           | 泥門惡魔蝙蝠隊 對 王城白色騎士隊                         | 42 - 40 | 28 - 27 | 129-145    |
| 22   | 秋季關東大賽 決賽             | 泥門惡魔蝙蝠隊 對 白秋恐龍隊                             | 43 - 42 | 無      | 無         |
| 23   | 聖誕節大賽（全國大賽決賽）    | 帝黑亞歷山大隊 對 泥門惡魔蝙蝠隊                         | 44 - 45 | 無      | 無         |
| 24   | 美式足球青年世界盃大賽 初賽   | 日本青年隊 對 俄羅斯青年隊                               | 34 - 20 | 無      | 無         |
| 25   | 美式足球青年世界盃大賽 八強賽 | 日本青年隊 對 軍事共和國青年隊                           | 77 - 0  | 無      | 無         |
| 26   | 美式足球青年世界盃大賽 準決賽 | 德國青年隊 對 日本青年隊                                 | 24 - 34 | 無      | 無         |
| 27   | 美式足球青年世界盃大賽 決賽   | 日本青年隊 對 美國青年隊                                 | 45 - 45 | 無      | 無         |

## 外部連結
- 官方網站「21.com」 （日語）
- 東京電視台動畫官方網站 （页面存档备份，存于） （日語）
- 台視動畫網站 （页面存档备份，存于） （繁體中文）
- 香港網絡大典 （页面存档备份，存于） （繁體中文）
- 動畫資料維基 （页面存档备份，存于） （中文）
- TVB 衝鋒21 第三輯 網站 （页面存档备份，存于）